# Chiến dịch Sao Thiên Vương
Chiến dịch Sao Thiên Vương (Uranus) (tiếng Nga: Операция «Уран», phiên âm La Tinh: Operatsiya Uran; tiếng Đức: Operation Uranus) là mật danh của chiến dịch có tính chiến lược của Liên Xô thời gian cuối năm 1942 trong Thế chiến thứ hai tại khu vực phía Nam mặt trận Xô-Đức, trên hai khúc ngoặt giáp nhau của sông Đông và sông Volga với trung tâm là thành phố Stalingrad. Kết quả của chiến dịch này là việc ba phương diện quân Liên Xô đã bao vây Tập đoàn quân 6 và một phần Tập đoàn quân xe tăng 4 của quân đội Đức Quốc xã, đánh thiệt hại nặng các Tập đoàn quân 3 và 4 của Romania, tập đoàn quân 8 của Ý và bộ phận bên ngoài vòng vây của Tập đoàn quân xe tăng 4 của Đức. Chiến dịch này là giai đoạn đầu của toàn bộ Chiến dịch Stalingrad với mục đích tiêu diệt các lực lượng Đức ở bên trong và xung quanh Stalingrad, đánh lùi các cuộc tấn công mở vây của Quân đội Đức Quốc xã trong chiến dịch Bão Mùa đông. Việc hoạch định chiến dịch Sao Thiên Vương được khởi xướng vào thượng tuần tháng 9 năm 1942, được triển khai đồng thời với các kế hoạch bao vây và tiêu diệt một bộ phận của Cụm tập đoàn quân Trung tâm (Đức) tại khu vực Rzhev - Vyazma (Chiến dịch Sao Hoả) và các chiến dịch kiềm chế Cụm tập đoàn quân A của Đức tại Kavkaz.
Sau hơn 4 tháng triển khai Chiến dịch Blau trên toàn bộ cánh Nam của Mặt trận Xô-Đức, quân đội Đức Quốc xã đã tiến sâu thêm từ 150 km (trên hướng Voronezh) đến hơn 250 km (trên hướng Stalingrad). Đặc biệt, đòn đánh vào Bắc Kavkaz do Cụm tập đoàn quân A (Đức) thực hiện không triệt để, không chiếm được các dải đất liền ven Biển Đen phía Nam Novorossissk đã làm cho toàn bộ chiến tuyến cánh Nam của mặt trận Xô-Đức kéo dài hơn gấp 2 lần, lên đến trên 1000 km. Đến cuối tháng 5 năm 1942, mặc dù có trong tay tổng cộng 102 sư đoàn nhưng hai Cụm tập đoàn quân A và B vẫn không đủ quân để gây áp lực với quân đội Liên Xô. Điều này buộc Bộ Tổng tư lệnh quân Đội Đức Quốc xã phải điều thêm quân từ Trung Âu và Tây Âu để bảo đảm tính liên tục của trận tuyến. Ngoài 28 sư đoàn Đức được điều động từ Tây Âu đang hoàn toàn yên tĩnh, Bộ Tổng tư lệnh quân đội Đức còn điều động cho cụm tập đoàn quân B hai tập đoàn quân 3 và 4 của Romania, tập đoàn quân 8 của Ý. Các đơn vị này cùng với tập đoàn quân 6 và tập đoàn quân xe tăng 4 (Đức) phụ trách hướng Stalingrad (hướng chủ yếu). Cụm tác chiến Weichs thuộc Cụm tập đoàn quân B gồm tập đoàn quân 2 (Đức) và tập đoàn quân 2 Hungary có nhiệm vụ giữ tuyến mặt trận Voronezh - Liski - Kantemirovka. Cụm tập đoàn quân A gồm tập đoàn quân xe tăng 1 và tập đoàn quân 17 (Đức) hoạt động tại Bắc Kavkaz với mục tiêu đánh chiếm các mỏ dầu ở Baku hay ít nhất cũng cắt đứt các đường ống dẫn dầu từ Baku về Nga. Tại hướng Stalingrad đã hình thành một thế trận bất lợi cho quân đội Đức. Từ ngày 23 tháng 8, chủ lực cụm tập đoàn quân B gồm Tập đoàn quân 6 và Tập đoàn quân xe tăng 4 tấn công vây bọc Stalingrad từ hai hướng Bắc và bị hút vào các trận đánh trong thành phố để cố chiếm lấy Stalingrad từ tay các tập đoàn quân 62, 63, 64 của Liên Xô. Các tập đoàn quân 3 và 4 (Romania) và tập đoàn quân 8 (Ý) yểm hộ hai bên sườn có binh lực yếu hơn. Các lực lượng Đức tại mặt trận phía Đông đã bị căng ra đến mức tối đa. Quân Đức thiếu các lực lượng dự bị mạnh và rảnh rỗi để điều động đến các địa đoạn xung yếu.
Qua phân tích các tin tức tình báo, nghiên cứu hình thế chiến trường và căn cứ vào thực lực các tập đoàn quân dự bị mới được xây dựng, số lượng vũ khí và các phương tiện chiến tranh do nền công nghiệp quốc phòng cung cấp, trung tuần tháng 9 năm 1942, Bộ Tổng tư lệnh tối cao quân đội Liên Xô vạch kế hoạch bao vây và tiêu diệt cánh Nam (cánh chủ yếu) của Cụm tập đoàn quân B (Đức) tại khu vực Stalingrad. Cuối tháng 9, những nét cơ bản nhất của kế hoạch này đã được hoàn thành với mật danh "Sao Thiên Vương".
Mở màn lúc 7 giờ 20 phút (giờ Moskva) vào ngày 19 tháng 11, Phương diện quân Tây Nam ở sườn phía bắc của các lực lượng phe Trục tại Stalingrad bắt đầu mở cuộc tấn công các tập đoàn quân 3 Romania. Sau một ngày, Phương diện quân Stalingrad tấn công ở phía Nam vào tập đoàn quân 4 Romania và tập đoàn quân 8 Ý. Sau 4 ngày tiến công liên tục, các đơn vị đi đầu của Tập đoàn quân xe tăng 5 (Phương diện quân Tây Nam) và Quân đoàn cơ giới cận vệ 4 (Phương diện quân Stalingrad) đã gặp nhau tại Kalach trên sông Đông, đánh bại các tập đoàn quân 3, 4 Romania và đẩy lùi tập đoàn quân 8 Ý; hoàn thành việc bao vây tập đoàn quân 6 và một phần tập đoàn quân xe tăng 4 (Đức) trong khu vực Stalingrad. Thay vì tìm cách tháo lui, Führer nước Đức Adolf Hitler quyết định giữ nguyên các lực lượng phe Trục ở Stalingrad và tổ chức tiếp tế bằng đường hàng không và hy vọng giải vây cho lực lượng này bằng Chiến dịch Bão Mùa đông do Cụm tập đoàn quân Sông Đông (mới được tổ chức) thực hiện.

## Bối cảnh

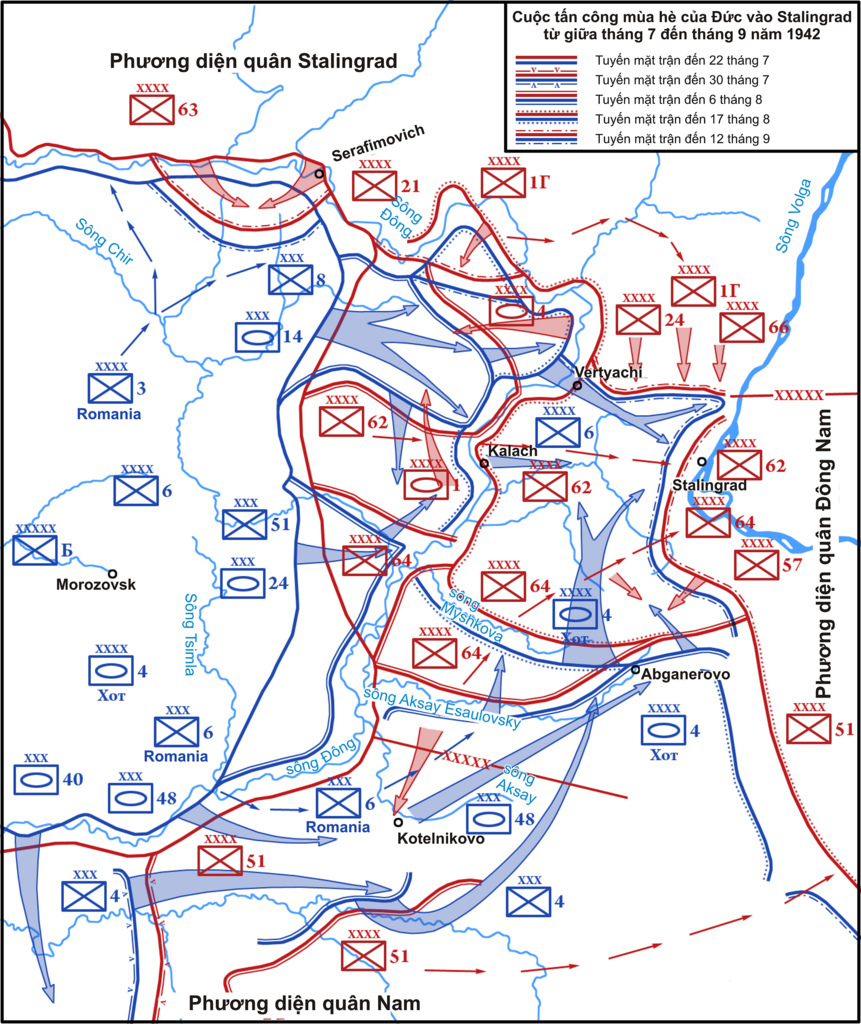
Bản đồ diễn biến chiến sự tại khu vực Stalingrad từ tháng 7 đến tháng 9 năm 1942

Thượng tuần tháng 5 năm 1942, quân đội Đức Quốc xã bắt đầu mở cuộc tấn công trên toàn bộ cánh Nam của Mặt trận Xô-Đức với mật danh Fall Blau (Chiến dịch xanh). Sau khi chọc thủng tuyến phòng ngự của tập đoàn quân 18 (Liên Xô) vào ngày 13 tháng 7, quân Đức bao vây và chiếm thành phố Rostov-na-Donu. Ngày 20 tháng 5, Tập đoàn quân xe tăng 1 (Đức) của tướng Paul Ludwig Ewald von Kleist đánh bại cuộc phản công của Phương diện quân Tây Nam (Liên Xô), bao vây và đánh tan các tập đoàn quân 6 và 59 tại chỗ lồi Izyum - Barvenkovo, buộc các phương diện quân Tây Nam và Nam của Liên Xô phải rút lui về tuyến sông Bắc Donets và Oskon. (xem Chiến dịch Barvenkovo-Lozovaya)
Ngày 2 tháng 6 năm 1942, Hitler chia Cụm tập đoàn quân Nam gồm 4 tập đoàn quân dã chiến (2, 6, 11, 17) và 2 tập đoàn quân xe tăng (1, 4) đang hoạt động ở cánh Nam mặt trận Xô-Đức thành hai Cụm tập đoàn quân. Cụm tập đoàn quân A do thống chế Wilhelm List chỉ huy gồm các tập đoàn quân 11, 17 và tập đoàn quân xe tăng 1 có nhiệm vụ đánh chiếm vùng Kuban và Bắc Kavkaz, tiến đến vùng dầu mỏ Baku (Chiến dịch Kavkaz). Cụm tập đoàn quân B do thống chế Maximilian Freiherr von Weichs chỉ huy gồm các tập đoàn quân 2, 6 và tập đoàn quân xe tăng 4 có nhiệm vụ đánh chiếm Stalingrad và tiến đến bờ biển Caspi tại Astrakhan. Để có đủ quân số trên hướng Stalingrad, Cụm tập đoàn quân B còn được tăng viện các tập đoàn quân 3, 4 (Romania), tập đoàn quân 8 (Ý) và tập đoàn quân 2 Hungary. Nhiệm vụ đánh chiếm Stalingrad được giao cho Tập đoàn quân 6 phụ trách cánh Bắc và Tập đoàn quân xe tăng 4 phụ trách cánh Nam. Vì lý do này mà ngày 1 tháng 7, Tập đoàn quân xe tăng 4 (Đức) đã chiếm bàn đạp quân sự Tsimlianskaya phía Nam sông Đông đang nhằm hướng Bắc Kavkaz đã ngoặt lên Đông Bắc, tấn công Stalingrad từ hướng Tây Nam. Ở sườn phải của cánh quân Đức tấn công Stalingrad là Tập đoàn quân 4 Romania. Ở sườn trái cánh quân này là Tập đoàn quân 3 Romania, phía sau nó là Tập đoàn quân 8 Ý. Các tập đoàn quân này được sự yểm trợ mạnh từ trên không của Tập đoàn quân không quân 4 (Luftflotte 4) của không quân Đức (Luftwaffe). Ngày 23 tháng 7, Tập đoàn quân 6 (Đức) đánh bật Tập đoàn quân 62 (Liên Xô) khỏi bờ Đông sông Chir và tiến đến bờ Tây sông Đông ở Kamensk. Ngày 7 tháng 8, hai quân đoàn thiết giáp của Đức đã tấn công và bao vây 3 sư đoàn bộ binh và một lữ đoàn xe tăng của quân đội Liên Xô tại Mayorskiy, đưa các lực lượng lớn tiến đến Vekhne - Budionnovka (???) và Sukhnovsky (???). Ngày 22 tháng 8, quân Đức bắt đầu vượt sông Đông và tiến rất nhanh về khúc cong lớn của sông Volga. Ngày 23 tháng 8, các đơn vị đi đầu của Tập đoàn quân 6 (Đức) đã chọc thủng vòng trong tuyến phòng ngự của Tập đoàn quân 64 (Liên Xô) và xâm nhập khu vực ngoại ô Stalingrad tại Tinguta.

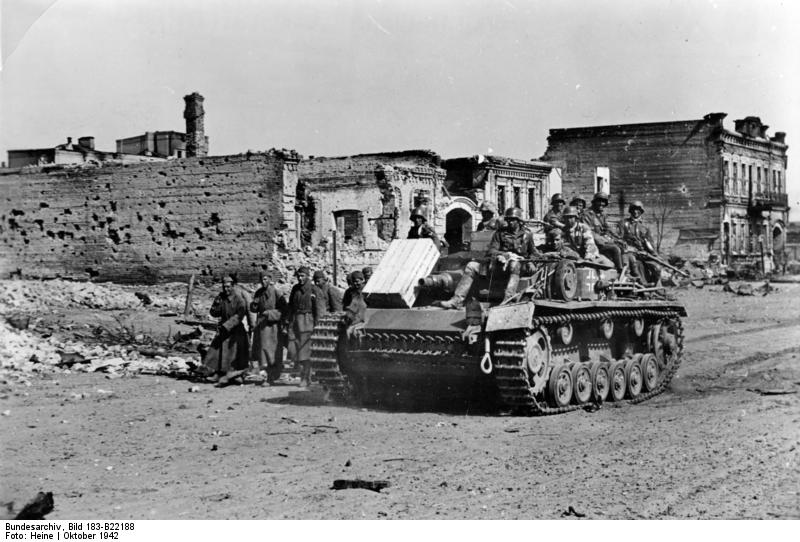
Một chiếc StuG III Ausf. A tiến vào Stalingrad, tháng 10 năm 1942

Đến tháng 11, Tập đoàn quân số 6 đã chiếm giữ gần hết Stalingrad, đẩy lực lượng phòng thủ của Liên Xô về hai triền sông Volga. Ở giai đoạn này, thông tin thu được từ sự thẩm vấn tù binh Liên Xô có nhiều dấu hiệu cho thấy quân Liên Xô chuẩn bị cuộc tấn công nhằm vào quân Đức ở xung quanh thành phố, bao gồm sự tăng cường các hoạt động của quân Liên Xô ở phía đối diện hai mạn sườn của Tập đoàn quân số 6. Tuy nhiên, Bộ tư lệnh Đức vẫn tập trung hơn vào việc hoàn tất công cuộc đoạt lấy Stalingrad. Thực tế, người đứng đầu Bộ Tổng tham mưu lục quân Đức, Đại tướng Franz Halder đã bị cách chức vào tháng 9 sau khi ông ta cố gắng cảnh báo mối hiểm họa ngày càng tăng dọc theo hai bên sườn vốn được dàn ra quá rộng của Tập đoàn quân 6 và Tập đoàn xe tăng 4. Ngay đầu tháng 9, Bộ Tổng tư lệnh tối cao Liên Xô (Stavka) bắt đầu lập kế hoạch cho một chuỗi các đợt phản công để hoàn thành việc tiêu diệt quân Đức ở phía nam, chiến đấu tại Stalingrad và Kavkaz và chống lại Cụm tập đoàn quân Trung tâm của Đức. Cuối cùng, quyền chỉ huy các cố gắng giải vây Stalingrad của Liên Xô được đặt dưới sự lãnh đạo của Thượng tướng Aleksandr Vasilevsky..
Tại khu vực Stalingrad, Bộ Tổng tư lệnh tối cao Liên Xô triển khai hai chiến dịch quan trọng chính chống lại quân Đức gồm: Chiến dịch Sao Thiên Vương (Operatsiya Uran) và Chiến dịch Sao Thổ (Operatsiya Saturn) đồng thời cũng lên kế hoạch cho Chiến dịch Sao Hỏa (Operatsiya Mars) vốn được trù tính để kiềm chế với Cụm tập đoàn quân Trung tâm của Đức trong một nỗ lực gây rối loạn quân tiếp viện và gây ra càng nhiều thiệt hại càng tốt. Chiến dịch Sao Thiên Vương đòi hỏi Liên Xô phải sử dụng bộ binh và cơ giới hóa quy mô lớn để bao vây trực tiếp quân Đức và quân phe Trục xung quanh Stalingrad. Theo kế hoạch được Đại bản doanh Bộ Tổng tư lệnh tối cao Liên Xô thông qua ngày 15 tháng 11 năm 1942, các mũi tấn công đầu tiên được xác định hợp điểm tại khu vực Kalach ở phía sau Tập đoàn quân số 6 và Quân đoàn xe tăng 14 của Tập đoàn quân xe tăng 4 của Đức, không cho người Đức có khả năng tăng viện nhanh cho các tập đoàn quân 3 và 4 của Romania cũng như tập đoàn quân 8 của Ý đang phòng ngự với đội hình không có chiều sâu tại hai bên sườn cụm quân Đức. Cuộc tấn công của quân đội Liên Xô dự kiến gồm hai hướng tấn công hợp điểm từ phía Bắc và phía Nam Stalingrad; mỗi hướng tấn công gồm hai mũi. Các mũi phía ngoài do các quân đoàn cơ giới thực hiện các đòn đánh thọc sâu vào phía sau hậu tuyến của quân Đức trong khi một mũi tấn công phía trong sẽ dồn Tập đoàn quân số 6 và Quân đoàn xe tăng 14 của tập đoàn quân xe tăng 4 vào một khu vực hẹp từ làng Gumrak đến ngoại ô phía Tây Bắc Stalingrad. Trong khi Hồng quân ráo riết chuẩn bị thì các tướng lĩnh cao cấp của Đức lại tin rằng đối phương của họ đang dần tập trung lực lượng dự bị ở phía đối diện với Cụm tập đoàn quân Trung tâm của Đức để tiến công tại cánh Bắc. Họ cho rằng Quân đội Liên Xô không đủ lực lượng để mở hai cuộc tấn công đồng thời ở cả hai hướng: phía trước Moskva và phía trước Stalingrad.

## Tương quan lực lượng

### Tổng quát
| Tham số                 | Quân đội Liên Xô | Quân đội phe Trục | Tỷ lệ tương quan |
| Binh lực (người)        | 1.103.000        | 1.011.000         | 1,1:1            |
| Pháo và súng cối (khẩu) | 15.501           | 10.290            | 1,5:1            |
| Xe tăng, xe bọc thép    | 1.463            | 675               | 2,2:1            |
| Máy bay quân sự         | 1.350            | 1.216             | 1,1:1            |

- Nguồn 1: Colossus Reborn: The Red Army At War, 1941-1943. — Lawrence (Kansas): University Press Of Kansas, 2005.[2]
- Nguồn 2: Исаев А. В. Сталинград. За Волгой для нас земли нет. — М.: Яуза, Эксмо, 2008.[34]

### Lực lượng phe Trục

#### Binh lực

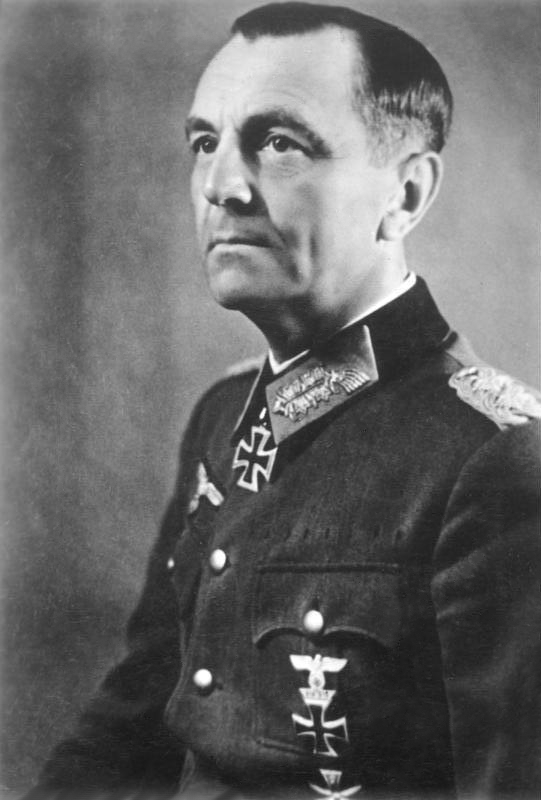
Tướng Friedrich Paulus, chỉ huy Tập đoàn quân số 6 của Đức.

- Cụm tập đoàn quân B do thống chế Maximilian Freiherr von Weichs chỉ huy, trong biên chế có[35]:
  - Tập đoàn quân 6 của thống chế Friedrich Paulus. Tại thời điểm tháng 10, 11 năm 1942 trên mặt trận Xô-Đức, biên chế Tập đoàn quân 6 gồm có[36]:
    - Quân đoàn bộ binh 29 gồm sư đoàn bộ binh 57, 75 và 168.
    - Quân đoàn xe tăng 40 gồm sư đoàn bộ binh 336, sư đoàn bộ binh cơ giới 29, các sư đoàn xe tăng 3 và 23.
    - Quân đoàn bộ binh 8 (Quân đoàn Breslau) gồm sư đoàn bộ binh 76 và 113.
    - Quân đoàn bộ binh 17 gồm các sư đoàn bộ binh 79 và 294.
    - Quân đoàn bộ binh 51 gồm các sư đoàn bộ binh 44, 71 và 297.

  - Tập đoàn quân xe tăng 4 của tướng Hermann Hoth chỉ huy (thay tướng Richard Ruoff ngày 31 tháng 5 năm 1942). Tại thời điểm tháng 10, 11 năm 1942 trên mặt trận Xô-Đức, biên chế Tập đoàn quân xe tăng 4 có:[37]:
    - Quân đoàn cơ giới 24 gồm các sư đoàn cơ giới 3, 16 và cụm công binh công trình 413.
    - Quân đoàn bộ binh 13 gồm các sư đoàn bộ binh 82, 88, 385 và sư đoàn pháo chống tăng 560.
    - Quân đoàn xe tăng 48 gồm các sư đoàn xe tăng 14, 24, sư đoàn cơ giới 29, sư đoàn bộ binh 94 (Đức), sư đoàn bộ binh 20 (Romania) và sư đoàn pháo chống tăng 670.

  - Tập đoàn quân 3 Romania.[38]
  - Tập đoàn quân 4 Romania.[38]
  - Tập đoàn quân 8 Ý.[38]
  - Tập đoàn quân không quân 4.
- Tập đoàn quân 2 (Đức) và Tập đoàn quân 2 (Hungary) đóng trên tuyến trung lưu sông Volga có nhiệm vụ kiềm chế các Phương diện quân Bryansk và Voronezh của quân đội Liên Xô, không trực tiếp tham gia chiến dịch.

#### Thế bố trí trước chiến dịch

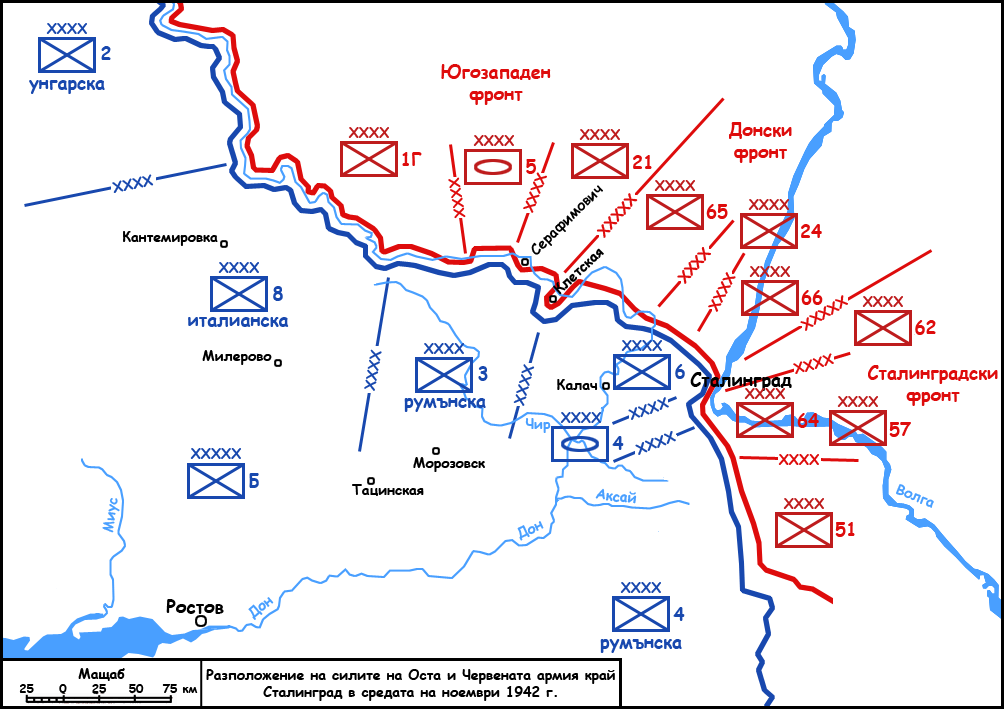
Sơ đồ bố trí binh lực hai bên tại khu vực Stalingrad tháng 11 năm 1942

Vào thời điểm bắt đầu Chiến dịch Xanh, 6 tập đoàn quân của Quân đội Đức Quốc xã và 4 tập đoàn quân các nước phe Trục (Romania, Hungary và Ý) đã dàn ra trên trận tuyến có chính diện lên đến 380 km và chiều sâu hàng trăm km. Riêng Tập đoàn quân 6 đang phòng thủ một chiến tuyến dài 160 km đồng thời còn phải đảm nhiệm một cuộc tấn công với cự ly khoảng 400 km. Sau khi tập đoàn quân xe tăng 1 (Đức) đột nhập Kuban và Tập đoàn quân 6 (Đức) tiếp cận Stalingrad, chính diện mặt trận đã lên đến hơn 800 km. Ngày 9 tháng 7 năm 1942, Quốc trưởng Adolf Hitler quyết định chia Cụm tập đoàn quân Nam làm đôi. Cụm tập đoàn quân A do thống chế Wilhelm List chỉ huy gồm các tập đoàn quân 11, 17 và tập đoàn quân xe tăng 1 nhằm hướng Kavkaz. Cụm tập đoàn quân B do thống chế Maximilian Reichsfreiherr von Weichs chỉ huy nhằm hướng Stalingrad.
Đến sát trước cuộc phản công của quân đội Liên Xô tại địa bàn giữa hai khúc cong lớn của sông Đông và sông Volga, Cụm tập đoàn quân B (Đức) hầu như không còn lực lượng dự bị chiến dịch (chỉ còn lại một sư đoàn duy nhất là có nhiệm vụ bảo vệ tuyến sau). 
Điểm sơ hở nghiêm trọng nhất tại khu vực Stalingrad là Tập đoàn quân 6 và Tập đoàn quân xe tăng 4 (Đức) bố trí ở giữa đang mắc kẹt vào các trận đánh tại Stalingrad và ngoại vi thành phố trong một cố gắng nhằm bao vây Tập đoàn quân 62 và đẩy lùi tập đoàn quân 64 (Liên Xô) để tiến đến bờ sông Volga. Hai bên sườn gồm các đơn vị Romania và Ý được trang bị yếu hơn, có khả năng tác chiến kém hơn. Điểm yếu cốt tử này đã được Bộ Tổng tư lệnh quân đội Liên Xô phát hiện và khai thác tối đa. Chính tướng Friedrich Paulus cũng nhận ra được điểm yếu này trong cuộc họp ngày 11 tháng 9 năm 1942 tại Tổng hành dinh của Hitler. Friedrich Paulus đã chỉ ra rằng các đơn vị Romania chỉ trông cậy vào các trang thiết bị cũ kỹ và pháo do ngựa kéo, thêm vào đó nhiều trường hợp do sự đối đãi không rõ ràng của các sĩ quan đối với quân nhân được tuyển mộ đã làm giảm nhuệ khí của binh lính. Về vấn đề cơ giới hóa, Sư đoàn thiết giáp số 1 mang tên "Nước Đại Romania" được trang bị khoảng 100 xe tăng 38 (t) của Tiệp Khắc. Súng chống tăng 37 li của loại chiến xa này không đủ hiệu quả để chống lại xe tăng T-34 của Liên Xô. Tương tự như vậy, súng chống tăng PaK 37 li cũng đã cũ kỹ và thiếu đạn trầm trọng. Chỉ sau khi lặp lại yêu cầu nhiều lần, quân Đức mới giao cho các đơn vị România súng chống tăng PaK li; mỗi sư đoàn 6 khẩu. Tập đoàn quân 3 România phòng giữ một chiến tuyến dài 140 km trên cánh trái. Tập đoàn quân 4 cũng của România bảo vệ một phân khu có chính diện không dưới 270 km trên cánh phải. Quân Ý và Hungary được bố trí giữa 2 đội hình quân România . Trên thực tế, các tướng lĩnh Đức không coi trọng năng lực chiến đấu của các đơn vị này. Binh sĩ Ý bị chính các đồng minh của họ xem thường nhất và hay bị buộc tội nhát gan. Hiệu quả chiến đấu của các đơn vị Ý trên chiến trường còn bị giảm thiểu do vũ khí cũ kỹ và chất lượng trang bị kém. Tuy nhiên, Quốc trưởng đã vạch ra một "giải pháp trung bình". Trong đó, nguy cơ đe dọa sườn phải của Tập đoàn quân 6 (Đức) sẽ bị loại trừ bằng một cuộc tấn công tiếp theo vào Astrakhan của Tập đoàn quân xe tăng 4 (Đức) và tập đoàn quân 8 (Ý). Hitler cũng tin rằng tuyến phòng thủ do tập đoàn quân 3 Romania thiết lập ở phía Tây sông Đông trên tuyến Kletskaya đến Elanskaya sẽ ngăn chặn được quân đội Liên Xô.
Trong lúc Adolf Hitler biểu lộ sự tin tưởng vào khả năng bảo vệ hai bên sườn quân Đức của các đơn vị phe Trục không phải là quân Đức, thì trên thực tế, quân Đức cũng không khá hơn bao nhiêu; họ đã bị yếu đi do nhiều tháng chiến đấu với Hồng quân và trong khi Bộ tư lệnh tối cao Liên Xô phát triển thêm nhiều tập đoàn quân mới, Bộ chỉ huy tối cao của Đức lại cố duy trì các đơn vị cơ giới hóa hiện hữu của mình. Hơn nữa, trong quá trình diễn ra cuộc tấn công của quân Đức từ giữa tháng 5 đến tháng 11 năm 1942, hai sư đoàn cơ giới SS, Sư đoàn Leibstandarte và Sư đoàn Großdeutschland (Đại Đức), đã bị chuyển từ Mặt trận A đến Tây Âu, để bổ sung quân dự bị cơ giới hóa trong trường hợp lực lượng Đồng Minh đổ bộ xuống nước Pháp. Tập đoàn quân số 6 cũng chịu nhiều thương vong trong suốt cuộc chiến chỉ riêng tại thành phố Stalingrad. Trong một số trường hợp, như đối với Sư đoàn thiết giáp số 22, trang bị của họ cũng không hơn gì so với Sư đoàn thiết giáp số 1 của România.

### Lực lượng Liên Xô

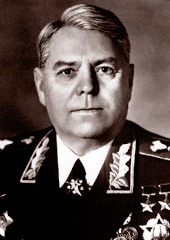
Nguyên soái Liên Xô Aleksandr Mikhaylovich Vasilevsky, Ủy viên Đại bản doanh Bộ Tổng tư lệnh tối cao quân đội Liên Xô, Đại diện Đại bản doanh điều phối mặt trận Stalingrad (tháng 9/1942 - tháng 2/1943)

#### Binh lực
Quân đội Liên Xô tham gia Chiến dịch Sao Thiên Vương có tổng binh lực 1.103.000 người, 15.501 pháo và súng cối, 1.463 xe tăng và pháo tự hành, 1.350 máy bay, được biên chế trong ba Phương diện quân theo thứ tự bố trí từ Bắc xuống Nam gồm:
- Phương diện quân Tây Nam do Thượng tướng N. F. Vatutin chỉ huy, trong biên chế có:[58]
  - Tập đoàn quân 21 của trung tướng I. N. Chistiakov (chuyển thuộc từ tập đoàn quân Sông Đông), gồm các sư đoàn bộ binh 76, 227, 293, 297, 301; Quân đoàn kỵ binh 8 (NKVD); lữ đoàn cơ giới 1, lữ đoàn xe tăng 10 và tiểu đoàn pháo chống tăng 8.
  - Tập đoàn quân xe tăng 5 của trung tướng P. L. Romanenko, gồm Quân đoàn cơ giới 1, các quân đoàn xe tăng 22, 26 và sư đoàn bộ binh 119.
  - Tập đoàn quân cận vệ 1 của trung tướng D. D. Lelyutsenko (chuyển thuộc từ Phương diện quân Sông Đông, gồm Quân đoàn cơ giới cận vệ 1; các quân đoàn bộ binh cận vệ 4 và 6; các sư đoàn bộ binh 1, 153 và 197.
  - Tập đoàn quân không quân 2 của thiếu tướng K. N. Smirnov.[59]
  - Tập đoàn quân không quân 17 của thiếu tướng S. A. Krasovsky[59]
- Phương diện quân Sông Đông (trước ngày 30 tháng 9 năm 1942 là Phương diện quân Stalingrad) do thượng tướng K. K. Rokossovsky chỉ huy,[60][61] trong biên chế có:
  - Tập đoàn quân 24 của trung tướng D. T. Kozzlov, gồm các sư đoàn bộ binh 173, 207, 214, 221, 233, 258, 260, 273, 292, 298 và 316; được tăng cường một lữ đoàn xe tăng.[62]
  - Tập đoàn quân 65 của trung tướng I. V. Galanin, mới thành lập ngày 22 tháng 10 năm 1942, gồm các sư đoàn bộ binh cận vệ 4 và 40, các sư đoàn bộ binh 23, 24, 304 và 321, lữ đoàn pháo chống tăng 3.[63]
  - Tập đoàn quân 62 của trung tướng V. I. Chuikov, mới được thành lập ngày 10 tháng 7 năm 1942 trên cơ sở tập đoàn quân dự bị 7; là đơn vị đang chiến đấu trong vòng vây hở của quân Đức tại nội đô Stalingrad; gồm các sư đoàn bộ binh 33, 121, 147, 181, 184, 192, 196, một lữ đoàn xe tăng và một lữ đoàn pháo binh.[64]
  - Tập đoàn quân 63 của trung tướng V. I. Kuznesov (mới thành lập ngày 10 tháng 7 năm 1942 trên cơ sở tập đoàn quân dự bị 5), gồm sư đoàn bộ binh cận vệ 14, các sư đoàn bộ binh 1, 127, 153, 197 và 203.[65]
  - Tập đoàn quân 66 của trung tướng A. S. Zhadov (mới thành lập ngày 27 tháng 8 năm 1942 trên cơ sở tập đoàn quân dự bị 8) gồm các sư đoàn bộ binh 49, 64, 120, 231, 299 và 316; các lữ đoàn xe tăng 10 và 69, các lữ đoàn pháo binh 148 và 246.[66]
  - Tập đoàn quân xe tăng 4 của tướng V. D. Kryuchenkin mới thành lập ngày 1 tháng 8 năm 1942 trên cơ sở các lực lượng tuyến trước của tập đoàn quân 28 gồm các quân đoàn xe tăng 22, 23 và sư đoàn bộ binh 18. Binh lực chủ yếu gồm 133 xe tăng và 5 đội pháo chống tăng tự hành.[67]
  - Tập đoàn quân không quân 16 của thiếu tướng S. I. Rudenko.[68]
- Phương diện quân Stalingrad (trước ngày 30 tháng 9 năm 1942 là Phương diện quân Đông Nam) do thượng tướng A. I. Yeryomenko chỉ huy,[60][69] trong biên chế có:
  - Tập đoàn quân 28 của trung tướng V. F. Gerasimenko gồm sư đoàn vệ binh 34, các sư đoàn bộ binh 52, 152, 159, các lữ đoàn bộ binh 78 và 116.[70]
  - Tập đoàn quân 51 của thiếu tướng N. I. Trufanov gồm quân đoàn bộ binh 9, các sư đoàn bộ binh 271 và 276, các sư đoàn kỵ binh 1, 2 và 3.[71]
  - Tập đoàn quân 57 của thiếu tướng F. I. Tonbukhin gồm các sư đoàn bộ binh 333, 335, 337, 341, 349, 351; các sư đoàn kỵ binh 60 và 79.[72]
  - Tập đoàn quân 64 do tướng M. S. Sumilov chỉ huy, được thành lập ngày 10 tháng 7 năm 1942 trên cơ sở tập đoàn quân dự bị 1, gồm các sư đoàn bộ binh 29, 112, 214, 229; các lữ đoàn hải quân đánh bộ 66, 154; các lữ đoàn xe tăng 40, 137; trung đoàn vệ binh 76, trung đoàn pháo binh 28 và trung đoàn pháo chống tăng 40.[73]
  - Tập đoàn quân không quân 8 của thiếu tướng T. T. Khriukin.

#### Thế bố trí và kế hoạch tấn công

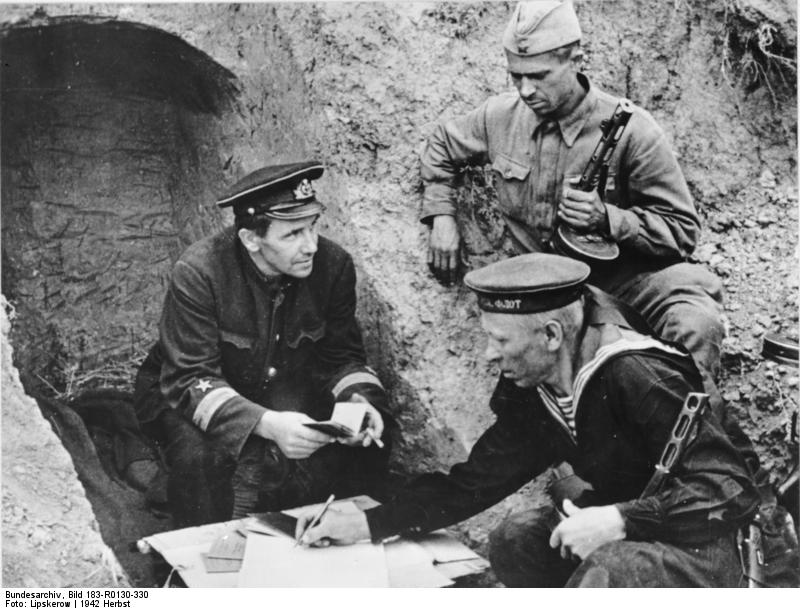
Chỉ huy và binh lính Liên Xô trước khi vào trận đánh tại Stalingrad

Ngày 12 tháng 9 năm 1942, Tổng tư lệnh tối cao I. V. Stalin họp bàn với Phó tổng tư lệnh tối cao G. K. Zhukov và Tổng tham mưu trưởng A. M. Vasilevsky để "tìm một giải pháp khác" cho ý đồ chiến dịch tại Stalingrad. Đêm 13 tháng 9, phương án sơ bộ đã được thông qua với "chìa khoá cho giải pháp" là việc kiên quyết phản công tại sườn phía Nam của mặt trận Xô-Đức với hai đòn vu hồi từ Tây Bắc và Nam Stalingrad vào các sườn của tập đoàn quân xe tăng 4 và tập đoàn quân 6 (Đức). Ý đồ này dựa trên cơ sở các lực lượng dự bị mới được xây dựng tại các vùng hậu phương của Liên Xô như Ural, Trung Á, Siberia; nhất là các đơn vị xe tăng, có thể làm thay đổi cán cân lực lượng tại khu vực Stalingrad có lợi cho quân đội Liên Xô. Đến cuối tháng 10 năm 1942, Liên Xô xây dựng được 11 tập đoàn quân, nhiều quân đoàn và lữ đoàn độc lập khác. Sau một tuần nghiên cứu thực địa tại chiến trường, ngày 27 tháng 9, ý đồ phản công được thể hiện trên một tấm bản đồ duy nhất của Cục tác chiến - Bộ Tổng tham mưu Xô Viết. Cũng từ ngày 27 tháng 9, kế hoạch phản công chính thức được mang mật danh "Sao Thiên Vương". Chỉ có năm người trong Bộ Tổng tư lệnh tối cao Liên Xô được biết toàn bộ kế hoạch gồm: I. V. Stalin, G. K. Zhukov. A. M. Vasilevsky, Thiếu tướng V. D. Ivanov (Phó cục trưởng Cục tác chiến) và Đại tá I. I. Boykov (trợ lý Cục tác chiến). Ngày 25 tháng 10, Đại bản doanh Bộ Tổng tư lệnh tối cao giao cho Đại tướng G. K. Zhukov chỉ đạo tại chỗ việc chuẩn bị phản công của các phương diện quân Tây Nam và Sông Đông, Thượng tướng A. M. Vasilevsky chỉ đạo Phương diện quân Stalingrad.
Vì lý do giữ bí mật ý đồ phản công, đến ngày 25 tháng 10, ngay sát trước thời điểm mở trận, Phương diện quân Tây Nam mới được tách ra từ Phương diện quân Voronezh. Bố trí trên tuyến Sông Đông từ Elanskaya đến Kletskaya, trong tháng 9 và tháng 10 năm 1942, tập đoàn quân 21 của phương diện quân này đã chiếm được hai căn cứ bàn đạp tại Serafimovich và Kletskaya bên hữu ngạn sông Đông, sau này trở thành xuất phát điểm cho các cuộc tấn công trên cánh phải của quân đội Liên Xô tại khu vực Stalingrad. Theo kế hoạch Sao Thiên Vương, từ bàn đạp Serafimovich, tập đoàn quân xe tăng 5 sẽ đột phá tuyến phòng ngự của Tập đoàn quân 3 (Romania), phát triển về hướng Đông Nam đến khu vực Bolsoena-Batovskaya và Kalach, hình thành vòng vây ban đầu phía ngoài. Tập đoàn quân 21 và một phần tập đoàn quân cận vệ 1 có nhiệm vụ tấn công từ bàn đạp Kletskaya đến tuyến Vesenskaya - Bokovsky, dọc theo sông Chir đến Oblivskaya, hình thành vòng vây phía trong.
Từ hướng đối diện, ở phía Nam Stalingrad, Phương diện quân Stalingrad sử dụng các tập đoàn quân 51, quân đoàn kỵ binh 4 và quân đoàn cơ giới cận vệ 4 tấn công các tập đoàn quân 4 (Romania) và 8 (Ý) từ các eo đất hẹp giữa các hồ Sarpa, Tsatsa và Barmantsak tấn công hợp điểm về Kalach; sử dụng các tập đoàn quân 57 và 64 từ khu vực Ivanovka đánh bọc sườn phía Nam của tập đoàn quân 6 và quân đoàn xe tăng 14 (Đức), hình thành vòng vây phía trong từ hướng Nam.

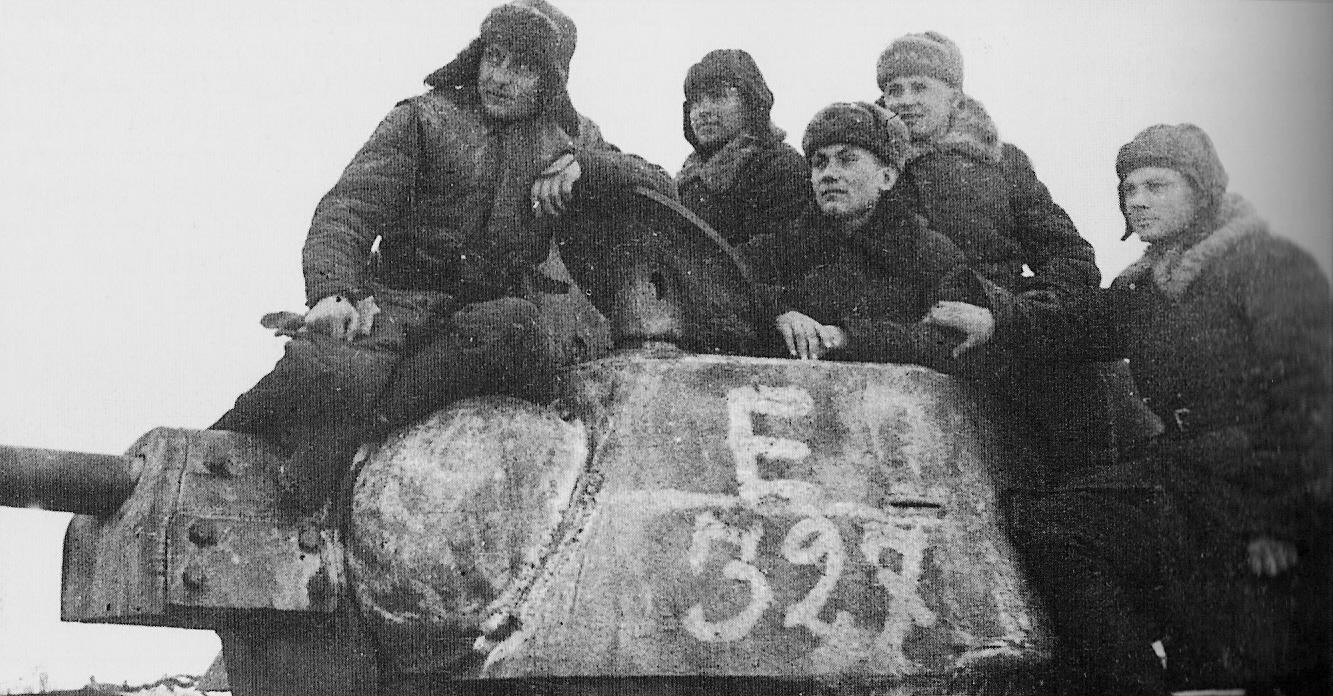
Một kíp chiến đấu trên xe tăng T-34 trước giờ vào trận trong chiến dịch Sao Thiên Vương

Phương diện quân Sông Đông có nhiệm vụ sử dụng các tập đoàn quân 24 và 65 đánh hai đòn bổ trợ từ phía đông Kleskaya và Kachalinskaya đến Verchiashi, chia cắt và dồn ép quân Đức từ phía Tây Bắc về phía làng Gumrak; sử dụng tập đoàn quân 62 tiếp tục giam chân và kiềm chế tập đoàn quân 6 và một phần tập đoàn quân xe tăng 4 (Đức) trong khu vực phía Bắc Stalingrad cho đến khi hai phương diện quân ở hai bên sườn hoàn thành các vòng vây phía trong và phía ngoài.
Không dừng lại ở ý định bao vây và tiêu diệt chủ lực Cụm tập đoàn quân B (Đức) tại khu vực Stalingrad, Bộ Tổng tư lệnh tối cao Liên Xô còn dự kiến sẽ đánh một đòn công kích tiếp theo từ Kamensk đến Rostov-na-Donu, cô lập toàn bộ Cụm tập đoàn quân A (Đức) tại Kavkaz. Kế hoạch ban đầu được mang mật danh "Sao Thổ", dự định tiến hành sau khi đánh tan chủ lực Cụm tập đoàn quân B (Đức). Tuy nhiên, đến tháng 12 năm 1942, sau khi tính toán lại, Bộ Tổng tư lệnh tối cao Liên Xô đã phải từ bỏ ý định này vì không đủ lực lượng và tiến hành kế hoạch "Sao Thổ nhỏ" để chống lại cuộc hành quân "Bão mùa đông" do Cụm tập đoàn quân Sông Đông (Đức) tiến hành với mục đích giải vây cho cụm quân Đức tại Stalingrad.
Để bảo đảm lực lượng và phương tiện cho chiến dịch, quân đội Liên Xô đã huy động hơn 27.000 xe ô tô để chở quân, huy động 1.300 lượt toa xe lửa mỗi ngày. Việc vận chuyển người và phương tiện vượt sông Đông và sông Volga trở nên phức tạp vì bắt đầu có băng trôi. Toàn bộ gánh nặng vận tải qua sông đều do hai hạm đội giang vận Volga, Sông Đông và công binh đảm nhận. Các tập đoàn quân tại mặt trận Stalingrad phải chịu các cuộc oanh tạc dữ dội, làm cho việc chuyển quân càng thêm khó khăn. Tiểu đoàn công binh số 38 đóng tại mặt trận có nhiệm vụ chuyển đạn dược, binh lính và xe tăng qua phà vượt sông Volga đồng thời phải tiến hành cuộc trinh sát nhỏ dọc theo các phân khu của chiến trường, nơi sẽ là các điểm chọc thủng phòng tuyến của cuộc tấn công sắp tới. Trong 3 tuần cuối tháng 10, Quân đội Liên Xô đã vận chuyển gần 111.000 quân, 420 xe tăng và 556 khẩu pháo qua sông Volga. Từ ngày 1 đến ngày 19 tháng 11, tốc độ chuyển quân được đẩy lên cao hơn. Hơn 160.000 binh lính và sĩ quan, 16.000 ngựa, 430 xe tăng, hơn 600 khẩu pháo, 14.000 ô tô và gần 7.000 tấn đạn đã được vận chuyển qua sông Volga. Nhưng như vậy vẫn chưa đủ. Ngày 11 tháng 11, trong chuyến đi kiểm tra cuối cùng, G. K. Zhukov đã phát hiện thấy việc chuẩn bị của không quân vẫn chưa đủ để yểm hộ lực lượng mặt đất. Tại Phương diện quân Stalingrad vẫn còn 2 sư đoàn bộ binh (87 và 315) chưa đến được vì thiếu phương tiện vận tải, Quân đoàn cơ giới 4 của thiếu tướng V. T. Volsky mới chỉ tập trung được một lữ đoàn xe tăng và còn thiếu hàng trăm tấn nhiên liệu. Tại hai tập đoàn quân 51 và 57, cần phải chuyển gấp đạn dược và áo ấm ra phía trước cho binh sĩ trước ngày 14 tháng 5. Căn cứ trên các báo cáo từ chiến trường, 13 giờ 10 phút ngày 15 tháng 11, I. V. Stalin gửi cho G. K. Zhukov bức điện sau đây:
| “           | Gửi đồng chí Konstantinov. Ngày sơ tán của Fedorov và Ivanov có thể do đồng chí xem và quyết định, sau đó báo cáo với tôi khi về Moskva. Nếu đồng chí cảm thấy ai trong số hai người đó cần bắt đầu sơ tán sớm hơn hay muộn hơn một hai ngày, tôi ủy quyền cho đồng chí quyết định và vấn đề đó do đồng chí định liệu | ” |
| — Vasiliev, | |   |

Cuối cùng, Bộ Tổng tư lệnh tối cao quân đội Liên Xô đã lùi thời điểm mở chiến dịch Sao Thiên Vương đến ngày 19 tháng 11 (đối với cánh Bắc) và 20 tháng 11 (đối với cánh Nam). Việc chênh lệch một ngày là do Phương diện quân Tây Nam phải vượt một chặng đường dài hơn Phương diện quân Stalingrad hàng trăm km để có thể hội quân tại khu vực Kalach - Sovietskaya và còn phải vượt sông Đông trong hành tiến.
Các hoạt động bảo mật và nghi binh chiến dịch cũng được thực hiện ráo riết. Các đơn vị quân đội Liên Xô đã diễn tập nhiều trận giả để thực hành các biện pháp đẩy lùi các cuộc phản kích của đối phương và cách thức lợi dụng cửa đột phá do các lực lượng cơ giới hóa tạo ra để nhanh chóng phát triển chiều sâu của đòn đột kích. Các hoạt động này được che giấu thông qua các hành động ngụy tạo của phía Liên Xô, bao gồm giảm liên lạc vô tuyến, ngụy trang, giữ an ninh, dùng giao liên thay cho radio và các hành động giả tạo như tăng cường chuyển quân xung quanh Moskva. Tại Moskva, các nội dung về chiến dịch "Sao Thiên Vương" đều bị cấm nhắc đến trong bất cứ một công văn, giấy tờ hay một cuộc nói chuyện điện thoại nào; các mệnh lệnh chỉ được nói miệng và truyền đạt trực tiếp tại chỗ cho người thực hiện. Tại khu vực xung quanh Stalingrad, các cuộc chuyển quân đều bắt buộc phải tiến hành vào ban đêm. Các đơn vị công binh được lệnh xây dựng các công sự phòng thủ nhằm tạo ra ấn tượng sai lệch cho quân Đức, đồng thời cho xây dựng nhiều cây cầu giả để làm lệch hướng chú ý của quân Đức khỏi những cây cầu thật đang được xây dựng băng qua sông Đông.
Ngay sau khi hoàn tất việc chuẩn bị chiến dịch, G. K. Zhukov đề xuất và được I. V. Stalin đồng ý cho sử dụng hai phương diện quân Tây và Kalinin tiến hành chiến dịch "Sao Hoả" đột kích vào chính giữa Cụm tập đoàn quân Trung tâm (Đức) tại khu vực Rzhev - Vyazma nhằm kiềm chế chủ lực Cụm tập đoàn quân Trung tâm nhằm khiến quân Đức lầm tưởng cuộc tấn công chính nhằm vào quân Đức sẽ diễn ra tại khu vực này. Vào ngày 17 tháng 11, hai đại tướng A. M. Vasilevsky và G. K. Zhukov đều được gọi về Moskva. Tại đây, A. M. Vasilevsky được giao toàn quyền điều hành chiến dịch "Sao Thiên Vương", còn G. K. Zhukov đến các phương diện quân Tây và Kalinin.
Cùng ngày hôm đó, A. M. Vasilevsky còn được cho xem bức điện do thiếu tướng Vasily Volsky, chỉ huy trưởng Quân đoàn cơ giới số 4, viết cho Stalin cố gắng thuyết phục đình lại cuộc tấn công. Tướng Volsky cho rằng cuộc tấn công đã vạch ra theo kế hoạch sẽ chịu thất bại do tình trạng các lực lượng dành cho chiến dịch; ông đề nghị hoãn cuộc tấn công và thiết kế lại toàn bộ chiến dịch do không chuẩn bị đủ lực lượng và phương tiện. Mặc dù tình báo Liên Xô đã có nhiều nỗ lực đáng kể trong việc thu thập được lượng thông tin đáng kể về cách bố trí của lực lượng phe Trục đang dàn trận phía trước họ, nhưng vẫn không có nhiều thông tin về tình hình Tập đoàn quân số 6 của Đức. Cuối cùng, các tướng lĩnh Liên Xô vẫn thống nhất không hoãn cuộc tấn công. Đích thân I. V. Stalin gọi điện cho Volsky qua mạng liên lạc mã hóa. V. T. Volsky lặp lại ý kiến của mình nhưng vẫn hứa tiến hành chiến dịch đúng thời hạn nếu được ra lệnh phải hành động như vậy.

## Diễn biến chiến sự

### Các trận pháo kích mở màn

Bản đồ mô tả diễn biến chiến dịch "Sao Thiên Vương"

Chiến dịch Sao Thiên Vương được hoãn đến ngày 17 tháng 11, lại tiếp tục hoãn thêm 2 ngày nữa khi Tướng Georgi Konstantinovich Zhukov của Liên Xô được thông báo các đơn vị không quân phiên chế cho chiến dịch vẫn chưa sẵn sàng; cuối cùng đã diễn ra vào ngày 19 tháng 11. Trung úy Gerhard Stöck thuộc lực lượng România, đang gác tại mặt trận, nhận được một cuộc gọi khi thu thập tin tức vào buổi sáng hôm ấy về một chiến dịch chưa được quyết định có thể sẽ diễn ra sau 5 giờ sáng ngày hôm ấy; tuy nhiên, bởi vì anh ta nhận được thông tin sau 5 giờ và không nhạy bén đánh thức Bộ chỉ huy bằng một báo động giả. Anh ta cũng không kịp cảnh báo cho Bộ chỉ huy quân România về những thông tin anh ta vừa nhận được. Mặc dù Bộ chỉ huy quân Liên Xô đề xuất hoãn oanh tạc do tầm nhìn kém vì sương mù dày đặc, tổng hành dinh tại mặt trận vẫn quyết định tiến hành. Vào 7 giờ 20 phút theo giờ Moskva (5 giờ 20 phút theo giờ Đức), các chỉ huy pháo binh Liên Xô nhận được mật hiệu còi hú, đồng loạt tiến hành trận pháo kích 80 phút trực tiếp vào ba tập đoàn quân Romania và Ý đang bảo vệ hai bên sườn quân Đức. Gần 3.500 nòng pháo hướng về phía Tập đoàn quân số 3 của România và cánh cực bắc bên sườn trái Tập đoàn quân 6 (Đức). Mặc dù sương mù dày đặc ngăn cản pháo binh Liên Xô hiệu chỉnh các điểm xạ kích, nhưng với nhiều tuần lễ chuẩn bị và tập bắn để chỉnh tầm và chỉnh hướng cho phép họ nã đạn chính xác vào các vị trí của đối phương suốt chiều dài chiến tuyến. Trận pháo kích kéo dài đã áp chế nhiều hỏa điểm và các trận địa pháo của quân Romania; liên lạc hữu tuyến điện bị cắt đứt, nhiều kho đạn bị phá hủy và các đài quan sát về phía trước đều sụp đổ. Nhiều binh lính România sống sót sau trận pháo bắt đầu tháo chạy về phía sau. Hơn một giờ sau, trọng pháo của Liên Xô chuyển làn, nhằm vào các trận địa pháo và các công sự trên tuyến phòng thủ thứ hai của quân Romania, áp chế các vị trí này và làm rối loạn đội hình đối phương.

### Chiến sự trên cánh Bắc

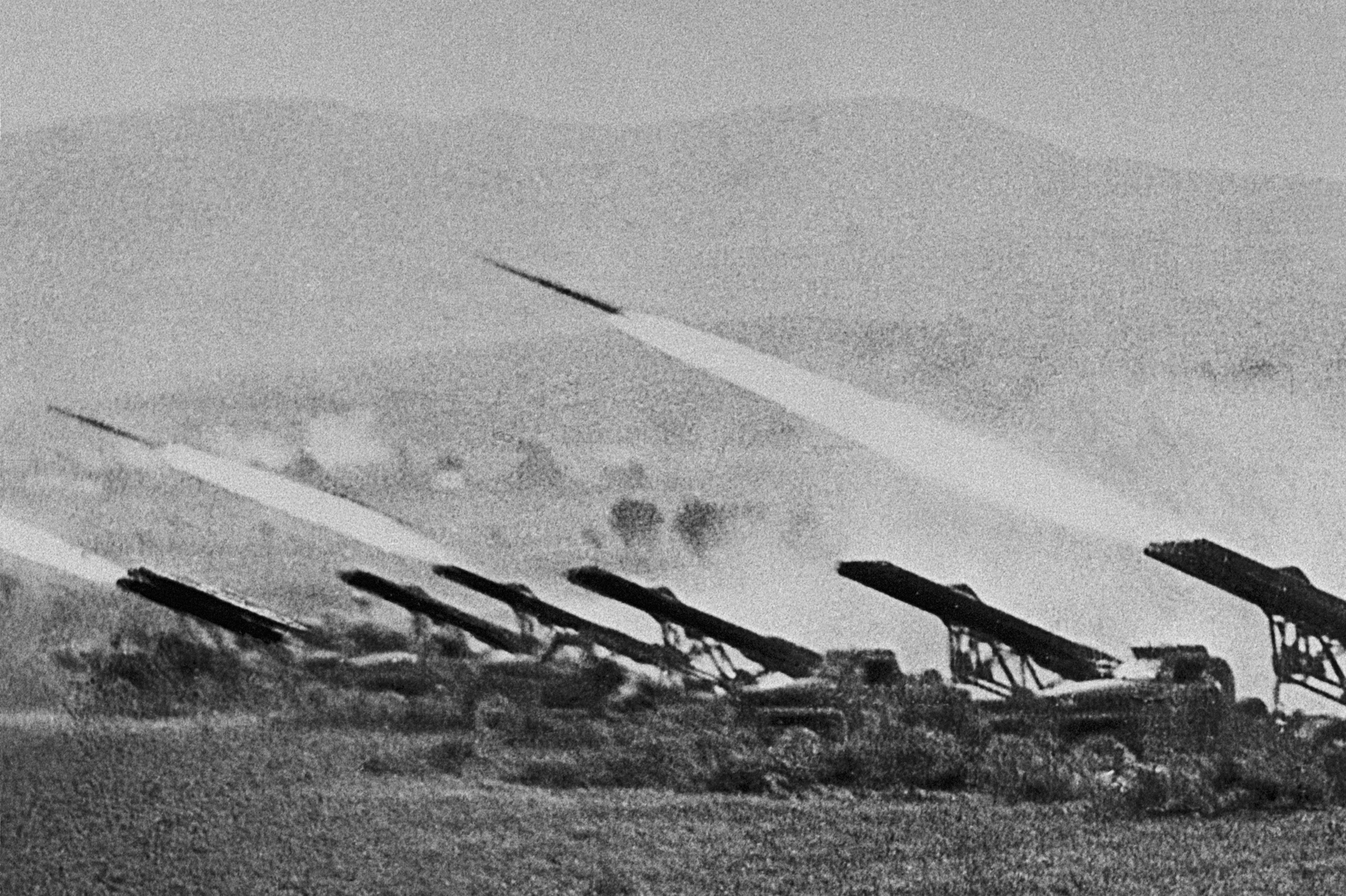
Các dàn hỏa tiễn Katyusha của Liên Xô khai hỏa, mở màn chiến dịch Sao Thiên Vương

Cuộc tấn công của Phương diện quân Tây Nam vào Tập đoàn quân 3 (Romania) bắt đầu lúc 8 giờ 50 phút. Nhiệm vụ đột phá được giao cho cánh quân xung kích gồm Tập đoàn quân 21 và Tập đoàn xe tăng 5. Yểm hộ bên sườn trái cho cánh quân này là tập đoàn quân 65 của Phương diện quân Sông Đông cũng đột kích từ bàn đạp Kletskaya nhưng theo hướng lệch về phía Đông Đông Nam. Hai cuộc đột kích đầu tiên bị lực lượng phòng thủ Romania đẩy lùi, và hậu quả của những trận pháo dữ dội thực tế càng làm cho xe bọc thép Liên Xô khó khăn hơn trong việc vượt qua các bãi mìn và địa hình. Tuy nhiên, việc thiếu pháo chống tăng làm cho tuyến phòng thủ của quân Romania nhanh chóng sụp đổ. Đến giữa trưa, tập đoàn quân xe tăng 5 (Liên Xô), có quân đoàn kỵ binh 8 (NKVD) mở đường từ bàn đạp Serafimovich đã chọc thủng phòng tuyến của quân đoàn 2 (tập đoàn quân 3 Romania). Tập đoàn quân 21 từ bàn đạp Kletskaya cũng chọc thủng phòng tuyến của sư đoàn xe tăng 1 (Romania). Tại sườn phải của tập đoàn quân xe tăng 5, quân đoàn kỵ binh 8 bước vào giao chiến ác liệt với sư đoàn xe tăng 22 (Đức). Khi xe bọc thép Liên Xô vượt qua đám sương mù dày đặc bằng đường vòng, qua mặt các vị trí đặt pháo của quân Romania và Đức, 3 Sư đoàn bộ binh Romania bắt đầu rút lui vô trật tự; Tập đoàn quân số 3 của Romania bị tấn công ở cả hai sườn phía tây và phía đông.
Sau khi nhận được tin quân đội Liên Xô tấn công, Bộ chỉ huy Tập đoàn quân 6 (Đức) không điều các sư đoàn xe tăng 16 và 24 cơ động ra ngoài làm bọc lót cho các lực lượng phòng thủ của Romania mà vẫn tiếp tục để các đơn vị này chiến đấu trong nội đô Stalingrad. Thay vào đó, họ giao nhiệm vụ này cho Quân đoàn xe tăng 48 là đơn vị đóng gần cửa mở đột phá nhất. Tuy nhiên, tư lệnh Quân đoàn xe tăng 48 lại phán đoán sai hướng tấn công chính của quân đội Liên Xô và điều sư đoàn xe tăng 14, sư đoàn cơ giới 29 đến ngăn chặn tập đoàn quân 21 (Liên Xô) đang bao vây quân đoàn 4 và quân đoàn 5 (Romania) tại khu vực Bobrovsky - Gromky (???) - Evstratovskiy. Trong khi đó sư đoàn xe tăng 22 (Đức) phải một mình chống lại toàn bộ mũi tấn công của Quân đoàn xe tăng 1 (Liên Xô) do thiếu tướng V. V. Butkov chỉ huy tại Pronin và Merdebisky (???), còn Sư đoàn xe tăng 1 (Romania) phải đối phó với Quân đoàn xe tăng 26 (Liên Xô) do thiếu tướng A. G. Rodin chỉ huy có ưu thế hơn hẳn về binh lực và vũ khí. Việc phân tán lực lượng xe tăng ít ỏi chỉ còn hơn 100 chiếc làm ba hướng đã làm cho Quân đoàn xe tăng 48 (Đức) không còn sức mạnh để khôi phục tình hình.

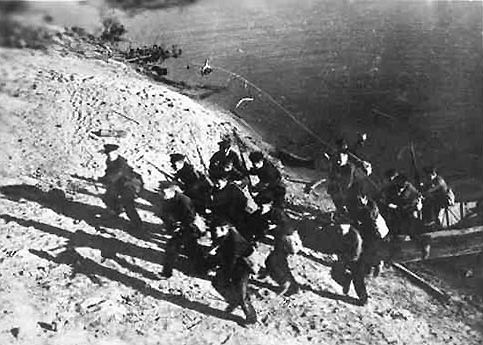
Hải quân đánh bộ Liên Xô tấn công vượt sông Volga

Kết quả là đến cuối ngày 19 tháng 11, sư đoàn xe tăng 14 (Đức) phải lùi về bên kia sông Chir tại Chernyshkovsky dưới sự yểm hộ của không quân. Sư đoàn cơ giới 29, sư đoàn xe tăng 22 (Đức) bị tách ra trên 2 hướng Verkhnyaya Buzinovka, Bolshenabatovsky và tiếp tục lọt vào vòng vây. Ngày hôm sau, sư đoàn xe tăng 22 hầu như bị tiêu diệt hoàn toàn. Sư đoàn xe tăng 1 cũng (Romania) bị đánh quỵ. Ngày 21 tháng 11, khi quân đội Liên Xô càng tiến sâu về phía đông nam, nhiều đội xe tăng bắt đầu phải dừng lại do bão tuyết lớn, các lái xe, pháo thủ và xạ thủ đều bị khuất tầm nhìn. Bùn tuyết trên đường làm cho xe tăng bị trượt và có một lính tăng đã bị gãy tay khi anh ta bị hất tung bên trong xe tăng. Tuy nhiên, bão tuyết cũng vô hiệu hóa sự phối hợp các quân đoàn của Đức.
Mãi đến 22 giờ cùng ngày, thống chế Maximilian Freiherr von Weichs, Tư lệnh Cụm tập đoàn quân B mới gửi đến Bộ tư lệnh Tập đoàn quân 6 (Đức) bức điện sau đây:
Tình hình phát triển trên mặt trận của tập đoàn quân Romania 3 buộc phải có những biện pháp triệt để để rút nhanh lực lượng đưa đi bảo vệ sườn của Tập đoàn quân 6 và bảo đảm an toàn cho việc tiếp tế bằng đường sắt tại khu vực Likhaiya, Kamensk-Shakhtinsky và Chir. Tôi ra lệnh:
1- Phải đình chỉ ngay mọi hoạt động tiến công trong thành phố Stalingrad, trừ những hoạt động trinh sát cần thiết cho việc phòng ngự.
2- Tập đoàn quân 6 phải tách ngay trong lực lượng của mình hai binh đoàn cơ giới, một sư đoàn bộ binh và nếu có thể, thêm một sư đoàn cơ giới nữa để phối thuộc cho quân đoàn xe tăng 14. Ngoài ra, bổ sung thêm càng nhiều càng tốt các phương tiện chống tăng. Sau đó, tập trung cụm quân này thành nhiều tuyến có chiều sâu ở phía sau sườn trái của Tập đoàn quân nhằm đột kích vào hướng Tây Bắc hoặc hướng Tây
Tuy nhiên, Bộ tư lệnh Tập đoàn quân 6 (Đức) vẫn chưa nhận thức được mối nguy hiểm đang treo trên đầu họ và vẫn tiếp tục các trận đánh vỗ mặt nhằm tiêu diệt Tập đoàn quân 62 và đánh bật Tập đoàn quân 64 của quân đội Liên Xô trong nội đô Stalingrad.

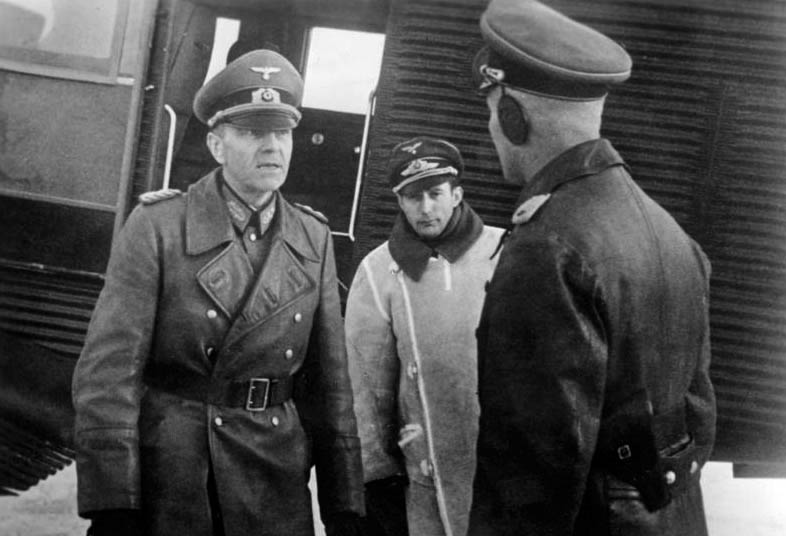
Tướng Paulus tại miền nam Liên Xô

Quân đoàn kỵ binh 8 Liên Xô được tung vào trận với nhiệm vụ lợi dụng phòng tuyến bị chọc thủng cắt đứt liên lạc giữa quân Romania với Tập đoàn quân 8 Ý và khóa chặt mọi khả năng phản công vào bên sườn phải của Phương diện quân Tây Nam Liên Xô. Trong khi không quân Liên Xô bắn phá vào quân Romania đang rút lui thì không quân Đức – Luftwaffe kháng cự yếu ớt, không thể yểm trợ được các lực lượng mặt đất. Sự rút lui của Sư đoàn kỵ binh 1 Romania, vốn giữ vị trí bên sườn trái của Sư đoàn bộ binh 376 của Đức đã tạo ra một lỗ hổng để Tập đoàn quân 65 thuộc Phương diện quân Sông Đông (Liên Xô) vượt qua phòng tuyến của quân Đức. Trong vòng hai ngày, tập đoàn quân này đã hai lần vượt sông Đông và cùng với Tập đoàn quân 24 tiếp cận khu vực Tây Bắc Stalingrad, nơi trú đóng Sở chỉ huy và các đơn vị chủ lực của tập đoàn quân 6 (Đức). Khi quân Đức bắt đầu phản ứng vào cuối ngày 19 tháng 11 để đối phó với nguy cơ từ cánh Bắc thì một cuộc tấn công khác từ Phương diện quân Stalingrad đã được triển khai bên sườn phía Nam của Tập đoàn quân số 6 (Đức Quốc xã).
Một ngày sau khi tập đoàn quân 12 và tập đoàn quân xe tăng 5 mở màn cuộc tấn công, ngày 20 tháng 11, Tập đoàn quân số 65 của Liên Xô tiếp tục gia tăng áp lực lên Quân đoàn 11 của Đức trên cánh Bắc, bên sườn phải Tập đoàn quân 6. Quân đoàn xe tăng số 4 của Hồng quân tiến công trên chính diện Quân đoàn số 11 của Đức, trong khi Quân đoàn kỵ binh cận vệ 3 vu hồi sâu vào hậu cứ của quân đoàn này. Sư đoàn bộ binh số 376 của Đức và Sư đoàn bộ binh số 44 của Áo phải xoay chiều bố trí để hướng trực diện với đối phương bên sườn bị hở của mình nhưng không thực hiện được do thiếu nhiên liệu. Trung đoàn còn lại của Sư đoàn xe tăng 14 đã tiêu diệt một trung đoàn phòng thủ bên sườn của Quân đoàn kỵ binh cận vệ 3 (Liên Xô) nhưng pháo chống tăng của họ cũng chịu thiệt hại nặng nề khi họ bị quân đội Liên Xô vượt qua. Đến gần cuối ngày, Quân đoàn xe tăng 1 thuộc tập đoàn quân xe tăng 5 (Liên Xô) tiếp tục truy kích Quân đoàn xe tăng 48 (Đức) đang rút lui, trong khi Quân đoàn xe tăng số 26 của Liên Xô đã chiếm được thị trấn Perelazovsky, gần 130 km về phía tây bắc của Stalingrad.

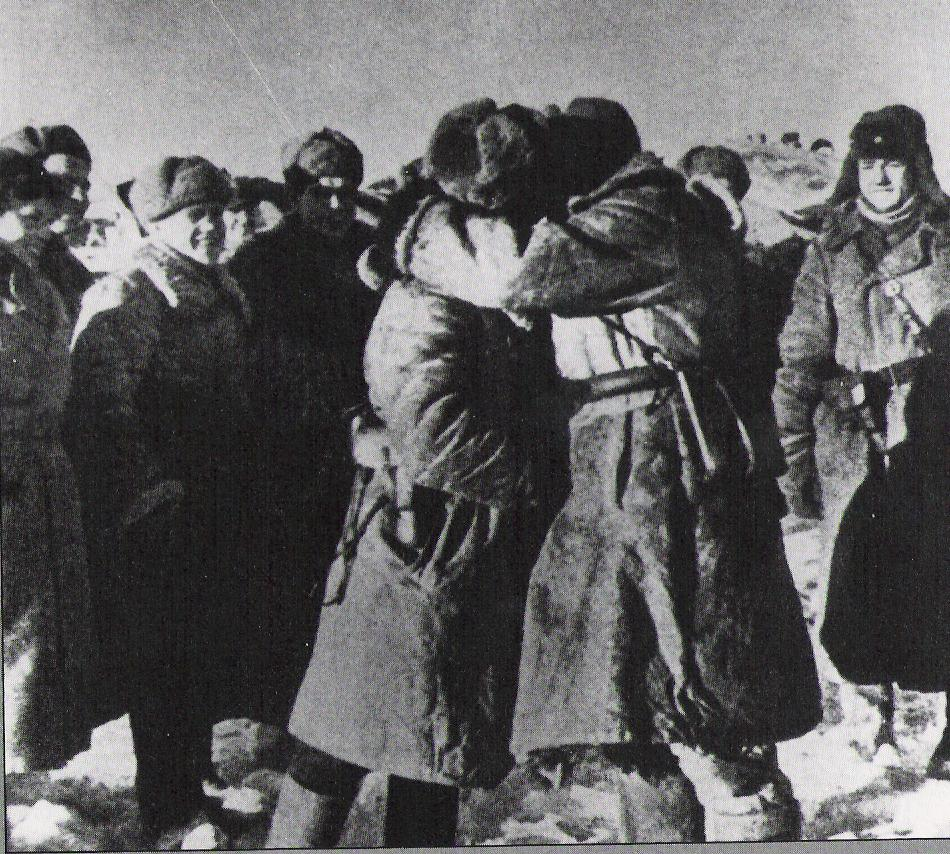
Quân đội Liên Xô của Phương diện Tây Nam và Phương diện quân Stalingrad gặp nhau tại Kalach trên bờ sông Chir, hoàn thành cuộc bao vây Tập đoàn quân 6 (Đức)

Cuộc tấn công của Hồng quân tiếp tục trong ngày 21 tháng 11 với lực lượng của Mặt trận Stalingrad đang xâm nhập vào sâu đến 50 km. Lúc này, các đơn vị Romania còn lại ở phía bắc đang dần bị tiêu diệt ở từng trận đánh riêng lẻ, trong khi quân đội Liên Xô bắt đầu giao chiến với các bộ phận của Tập đoàn xe tăng 4 và Tập đoàn quân 6 (Đức). Quân đoàn xe tăng 26 (Liên Xô), sau khi tiêu diệt một bộ phận đáng kể của Sư đoàn xe bọc thép số 1 của Romania, tiếp tục tiến về phía đông nam, tránh được đụng độ với đối phương ở mạn trái phía sau, mặc dù tàn quân của Quân đoàn 5 Romania đã được tập hợp lại và vội vàng tổ chức phòng thủ với hy vọng điều này hỗ trợ được cho Quân đoàn thiết giáp số 48. Tập đoàn quân số 3 của Romania bắt đầu bị cô lập vào cuối ngày 19 tháng 11. Đến cuối ngày 24 tháng 11, quân đội Liên Xô hoàn toàn làm chủ khu vực Bokovsky - Gromsky - Evstratovskaya. Tập đoàn quân 21 và Tập đoàn xe tăng 5 đã bắt sống gần 27.000 tù binh Romania - gần hết quân số 3 sư đoàn - và tiếp tục tiến về phía nam, chiếm lĩnh trận tuyến mới trên sông Chir và gặp chủ lực của Quân đoàn cơ giới 4 của tướng V. T. Volsky từ Phương diện quân Stalingrad đánh lên.
Ngày 22 tháng 11, quân Liên Xô bắt đầu vượt sông Đông và tiếp tục tiến công về phía thị trấn Kalach. Quân phòng thủ của Đức tại Kalach, chủ yếu gồm quân bảo vệ và tiếp ứng, hoàn toàn không biết gì về cuộc tấn công của quân Liên Xô cho đến ngày 21 tháng 11, và ngay cả lúc đó cũng không biết gì về thực lực của Hồng quân đang ngày càng áp sát. Nhiệm vụ đánh lấy chiếc cầu tại Kalach được giao cho Quân đoàn xe tăng số 26. Đêm 22 rạng ngày 23 tháng 11, chi đội phái đi trước của Quân đoàn xe tăng 26 (Liên Xô) do trung tá N. M. Filipenko chỉ huy sử dụng 2 xe tăng và một xe bọc thép trinh sát lấy được của quân Đức đã tiếp cận và mở cuộc đột kích bất ngờ vào một đại đội vệ binh Đức, đánh chiếm chiếc cầu bắc qua sông Đông ở ngoại ô phía Tây thị trấn Kalach. Sáng 23 tháng 11, chủ lực của quân đoàn xe tăng 26 (Liên Xô) đột kích đến nơi đã đánh bật quân Đức và chiếm Kalach. 16 giờ chiều 23 tháng 11, Quân đoàn xe tăng 4 do đại tá A. G. Kravchenko chỉ huy đã gặp Quân đoàn cơ giới 4 do thiếu tướng V. T. Volssky chỉ huy từ Phương diện quân Stalingrad đánh lên. Vòng vây quân Đức tại Stalingrad đã khép kín vào ngày 23 tháng 11 năm 1942. Trong các ngày tiếp theo, quân đội Liên Xô tiếp tục thanh toán các ổ kháng cự còn sót lại của các quân đoàn 4 và 5 (Romania) tại khu vực Bokovsky - Gromsky - Evstratovskaya.

### Chiến sự tại phía Nam Stalingrad

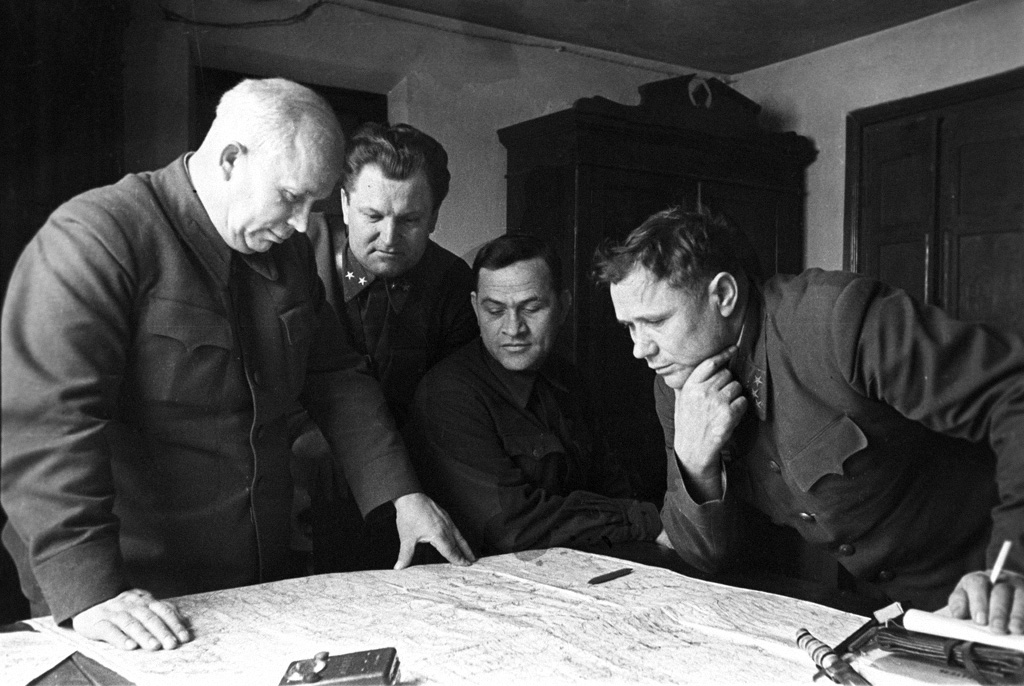
N. S. Khrushev, Ủy viên Hội đồng quân sự; A. I. Yeryomenko, Tư lệnh phương diện quân; A. I. Kirichenko và A. S. Chyanov bàn kế hoạch tiêu diệt quân Đức trong vòng vây phía Nam Stalingrad, ngày 1 tháng 12 năm 1942

Sáng sớm ngày 20 tháng 11, Bộ Tổng tư lệnh tối cao quân đội Liên Xô điện thoại cho đại tướng A. I. Yeryomenko, Tư lệnh Phương diện quân Stalingrad hỏi xem ông có triển khai nhiệm vụ mà mình được phân công theo đúng kế hoạch đã định vào lúc 8 giờ sáng hay không. A. I. Yeryomenko trả lời rằng ông chỉ có thể thực hiện được nếu sương tan và tuyết ngừng rơi. Mặc dù Tập đoàn quân 51 đã khai hỏa pháo binh mở màn đúng giờ nhưng vì Bộ Tư lệnh Phương diện quân không thể liên lạc được với các sư đoàn tuyến đầu, phần còn lại của toàn bộ lực lượng cho chiến dịch nhận được lệnh hoãn cuộc tấn công đến 10 giờ. Đến 10 giờ sáng, cuộc tấn công của Phương diện quân Tây Nam bắt đầu triển khai mà không có máy bay ném bom yểm hộ. Tập đoàn quân 51 của thiếu tướng N. I. Trufanov tấn công Quân đoàn 6 thuộc Tập đoàn quân 4 Romania theo hướng chung đến Plodovitoye - Abganerovo, bắt được nhiều tù binh thuộc các sư đoàn 1, 2 và 10 của quân đoàn này. Tập đoàn quân 57 của tướng F. I. Tolbukhin tấn công theo hướng chung đến Kalach. Ở ngoại ô phía Nam Stalingrad, Tập đoàn quân 64 của tướng M. S. Sumilov tấn công từ khu vực Ivanovka đến Gavrilovka (???) và Varvarovka (???).
Khi Tập đoàn quân số 57 tham gia trận tấn công vào lúc 10 giờ, tình hình đã phát triển theo một chiều hướng khả quan hơn, cho phép Phương diện Stalingrad có thể tung các quân đoàn cơ giới vào trận mà không cần có không quân yểm trợ. Sư đoàn bộ binh số 297 của Đức đã chứng kiến lực lượng đồng minh Romania của họ thất bại như thế nào trong việc chống đỡ các đòn tấn công của Quân đội Liên Xô. Tuy vậy, sự lúng túng và thiếu chỉ huy đã làm cho các Quân đoàn xe tăng 13 và Quân đoàn kỵ binh 4 của Liên Xô lưỡng lự khi họ bắt đầu lợi dụng các điểm phòng tuyến đã bị Quân đoàn cơ giới 4 chọc thủng trong cuộc tấn công mở màn.

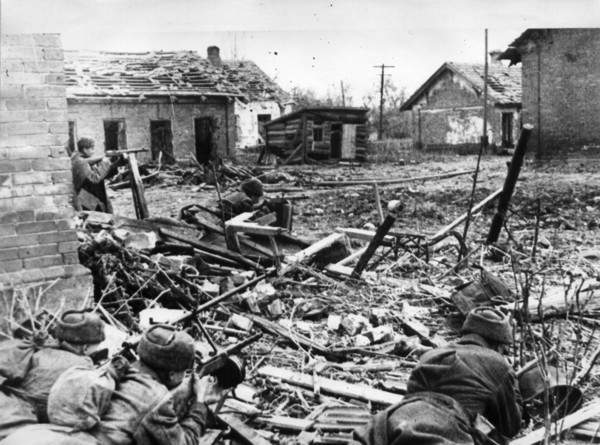
Quân đội Liên Xô phản công

Quân Đức lập tức phản ứng bằng cách điều Sư đoàn pháo tự hành chống tăng 560 là lực lượng dự bị duy nhất mà họ có trong khu vực ra tuyến trước. Bất chấp những thành công ban đầu trong việc chống lại lực lượng thiết giáp của Liên xô, phòng tuyến của Tập đoàn quân 4 Romania vẫn nhanh chóng sụp đổ, buộc sư đoàn này phải bố trí lại trong một cố gắng khôi phục tuyến phòng thủ phía nam. Cuộc phản công của Sư đoàn pháo tự hành chống tăng số 29 đã tiêu diệt được khoảng 50 xe tăng của Liên Xô và làm cho Bộ chỉ huy quân Liên Xô lo lắng về sự an toàn cho sườn bên trái của họ. Tuy nhiên, việc rút ra và bố trí lại Sư đoàn 29 cũng làm cho tuyến phòng ngự bên trong của quân Đức mỏng đi. Đến cuối ngày 20 tháng 11, chỉ còn Trung đoàn kỵ binh số 6 của Romania đóng quân giữa lực lượng Liên Xô đang tiến vào sông Đông.
Ở phía nam, sau một cuộc hưu chiến ngắn, Quân đoàn cơ giới 4 (Liên Xô) tiếp tục tiến lên phía bắc, đánh bật lực lượng phòng thủ của quân Đức ra khỏi nhiều thị trấn trong vùng và hướng về Stalingrad. Quá trưa ngày 20 tháng 11, nhận được báo cáo rằng xe tăng Liên Xô chỉ còn cách tổng hành dinh của mình không quá 40 km; hơn nữa, không còn đơn vị nào có thể cản bước tiến của quân Liên Xô, tướng Friedrich Paulus đã triệu tập cuộc họp tại Bộ Tư lệnh tập đoàn quân 6 (Đức). Lần đầu tiên, Friedrich Paulus nói đến một mối nguy cơ thực sự nghiêm trọng nhưng nhìn chung, các tướng lĩnh Đức vẫn lạc quan và cho rằng, các cuộc công kích của quân đội Liên Xô sẽ sớm bị đẩy lùi. Chỉ đến tối 20 tháng 11, khi tin tức về thất bại của các tập đoàn quân 3, 4 Romania, tập đoàn quân 8 Ý và cả Quân đoàn xe tăng 48 (Đức) truyền về đến Bộ Tham mưu Tập đoàn quân 6 thì tướng Paulus mới ra lệnh chuyển đến sở chỉ huy dự bị.
Đến cuối ngày 21 tháng 11, Quân đoàn cơ giới 4 (Liên Xô) đã đột kích tới Plodovitoye với chiều sâu lên đến 35–40 km; Quân đoàn xe tăng 4 và Quân đoàn kỵ binh 4 (Liên Xô) đã chiếm được nhà ga Abganerovo. Đến sáng ngày 22 tháng 11, Bộ Tư lệnh Tập đoàn quân 6 mới chịu rút hai sư đoàn xe tăng 16 và 24 khỏi thành phố để chặn mũi đột kích của Tập đoàn quân 57 (Liên Xô) đang tiến nhanh về Kalach nhưng vẫn bị chậm trễ và nhầm lẫn vì Quân đoàn cơ giới 4 đã tiến sát đến sông Đông. Hồi 16 giờ chiều ngày 23 tháng 11, Lữ đoàn xe tăng 45 thuộc Quân đoàn xe tăng 4 đã bắt liên lạc được với Lữ đoàn cơ giới 30 thuộc Quân đoàn cơ giới 4 tại khu vực Sovetskaya (???). Vòng vây bên ngoài của quân đội Liên Xô đã được hình bởi các binh đoàn xe tăng thuộc Tập đoàn quân xe tăng 5, Quân đoàn xe tăng 4, Quân đoàn cơ giới 4, các quân đoàn kỵ binh 8 và 13. Tại vòng vây bên trong, các tập đoàn quân 21, 24, 64, 65, 66 và 57 tiếp tục tiến công theo hướng hợp điểm vào Stalingrad, vây chặt Tập đoàn quân 6 và một phần Tập đoàn quân xe tăng 4 (Đức) trong hai gọng kìm kép.
Ngay từ ngày 22 tháng 11, tướng Paulus đã gửi qua sóng vô tuyến một bức điện cho Bộ tham mưu Cụm tập đoàn quân B, bức điện này đã bị trinh sát điện đài Liên Xô thu được:
| “          | Tập đoàn quân đã bị bao vây... Dự trữ nhiên liệu sắp cạn. Xe tăng và pháo hạng nặng trong trường hợp này sẽ phải nằm bất động. Tình hình đạn dược thiếu trầm trọng. Lương thực chỉ đủ dùng trong 6 ngày... Đề nghị cho chúng tôi tự quyết định việc rời bỏ Stalingrad | ” |
| — Paulus., | |   |

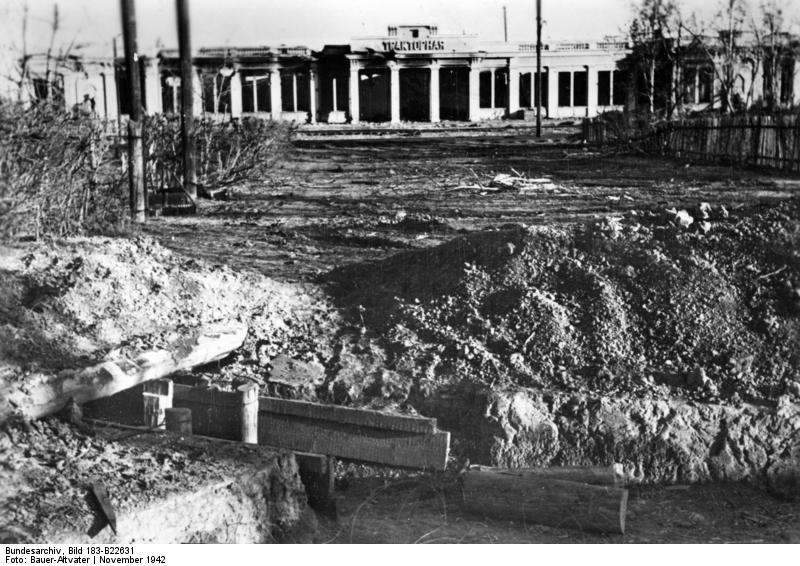
Hầm hào phòng thủ của quân Đức và đồng minh sập đổ sau các trận pháo kích

Trong lúc quân Đức bên trong và xung quanh Stalingrad đang lâm nguy, Hitler ra lệnh các lực lượng Đức thiết lập một thế phòng ngự toàn diện và bố trí lực lượng giữa sông Đông và sông Volga như pháo đài Stalingrad, bẻ gãy hy vọng cố gắng mở đường tháo chạy của Tập đoàn quân số 6. Khi nhận được báo cáo khẩn cấp về tình hình nguy ngập của Tập đoàn quân 6 kèm theo bức điện của Friedrich Paulus, Hitler đã bác bỏ ngay ý định thoái lui của Friedrich Paulus, ông ta ra lệnh:
| “         | Tập đoàn quân 6 phải bố trí phòng ngự vòng cung, chờ cuộc phản công từ bên ngoài đến giải vây | ” |
| — Hitler, |                                                                                               |   |

Cuộc phản công mà Hitler nói đến là chiến dịch "Bão mùa Đông" được thực hiện vào tháng 12 năm 1942 bởi Cụm tập đoàn quân Sông Đông mới được thành lập do thống chế Erich von Manstein chỉ huy.
Tập đoàn quân số 6, các đơn vị phe Trục khác và hầu hết các đơn vị của Tập đoàn xe tăng 4 của Đức đã lọt vào vòng vây ngày càng siết chặt của ba phương diện quân Liên Xô. Chỉ có Sư đoàn pháo chống tăng tự hành số 16 bắt đầu chiến đấu mở đường thoát. Do thiếu sự phối hợp giữa xe tăng và bộ binh của Liên Xô khi các quân đoàn xe tăng cố gắng vượt qua các phòng tuyến bị phá vỡ suốt bên sườn nam quân Đức đã để cho phần lớn Tập đoàn quân số 4 của Romania thoát khỏi sự tiêu diệt.
Chiến cuộc vẫn còn tiếp diễn sau ngày 23 tháng 11 khi quân Đức nỗ lực vô vọng mở các cuộc phản công từ bên trong để phá vòng vây. Vào thời điểm này, các đơn vị phe Trục bên trong vòng vây di chuyển sang phía đông hướng về Stalingrad để tránh xe tăng Liên Xô, trong khi những ai mưu toan thoát khỏi vòng vây thì di chuyển sang phía tây về phía nước Đức và các nước phe Trục khác đều bị quân đội Liên Xô đánh bật trở lại.

## Kết quả, diễn biến bên lề chiến dịch và ảnh hưởng

### Kết quả

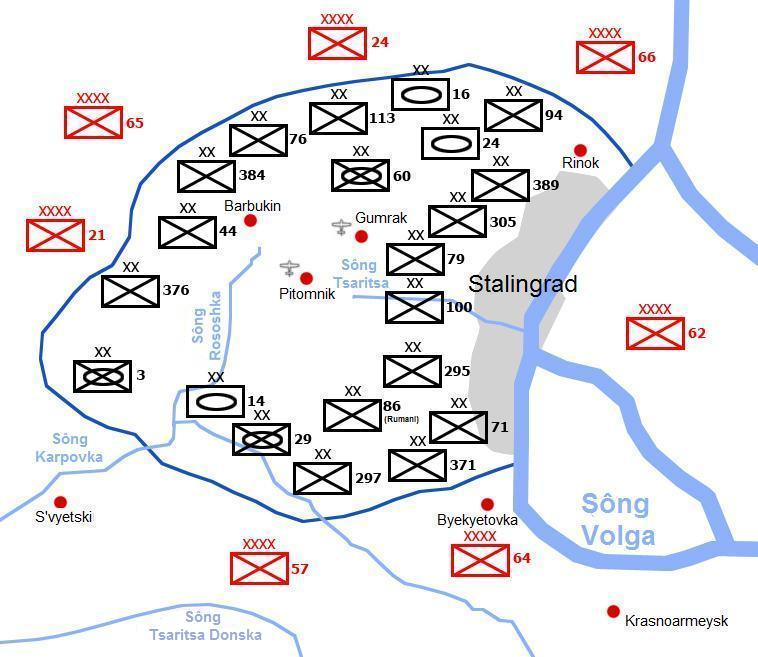
Sơ đồ khu vực bao vây Tập đoàn quân 6 và một phần Tập đoàn quân xe tăng 4 (Đức) tại Tây Bắc Stalingrad, tháng 12 năm 1942

Chiến dịch Sao Thiên Vương đã bao vây 330.000 quân Đức trong một lòng chảo dài 50 km từ Đông sang Tây và 40 km từ Bắc xuống Nam tại khu vực Tây Bắc Stalingrad, có chu vi lên đến 170 km. Đây là lần đầu tiên kể từ khi Chiến tranh Xô-Đức nổ ra, quân đội Đức Quốc xã bị bao vây trong một "cái chảo" lớn như vậy. Cụm quân Đức bị vây gồm các quân đoàn bộ binh 8, 17, 29, 51 và quân đoàn xe tăng 40 thuộc Tập đoàn quân 6, Quân đoàn cơ giới 24 thuộc Tập đoàn xe tăng 4 và tàn quân của 2 tập đoàn quân 3, 4 (Romania), một trung đoàn bộ binh người Croatia và các đơn vị chuyên môn kỹ thuật. Cùng bị bao vây với đội quân gồm 22 sư đoàn này còn có 340 xe tăng (trong đó hơn 200 chiếc đã trở thành các công sự bọc thép cố định được chôn ngầm dưới đất), 5.230 pháo và súng cối cùng hơn 10 nghìn xe tải các loại.

### Diễn biến sau chiến dịch
Cuộc rút lui đến Stalingrad để lại nhiều bãi rác khi rút lui gồm mũ sắt, vũ khí, các khí cụ khác và trang thiết bị hạng nặng đã bị phá hủy bỏ lại bên đường. Các chiếc cầu bắc qua sông Đông bị ùn tắc giao thông khi tàn quân phe Trục vội vã tìm đường về phía đông trong thời tiết băng giá, cố gắng thoát khỏi xe bọc thép và bộ binh của Liên Xô đang đe dọa cắt đứt đường thoát của họ từ Stalingrad. Nhiều thương binh phe Trục bị giẫm đạp và nhiều người trong số họ, những người cố gắng đi bộ qua sông trên băng đã bị ngã xuống nước và chết đuối. Các binh lính bị đói tràn ngập các làng mạc ở nước Nga sục tìm nguồn quân nhu trong khi rác quân nhu thường bị cướp khi tìm được các lon đồ ăn. Những người tụt hậu cuối cùng vượt sông Đông vào ngày 24 tháng 11 và nổ mìn đánh sập các cây cầu để ngăn cách Tập đoàn xe tăng 4 và Tập đoàn quân số 6 với quân đội Liên Xô tại Stalingrad.
Giữa sự hỗn loạn, Tập đoàn quân 6 bắt đầu dựng các phòng tuyến nhưng bị trở ngại vì thiếu nhiên liệu, đạn dược và thực phẩm, và càng bị đè nặng hơn bởi mùa đông nước Nga đang đến. Họ còn phải gánh vác thêm việc lấp khoảng trống trong phòng tuyến gây ra bởi sự tan rã của quân Romania. Vào ngày 23 tháng 11, vài đơn vị quân Đức đã phá hủy hay thiêu hủy mọi thứ không cần thiết cho chiến dịch tháo chạy và bắt đầu rút lui về cực bắc của Stalingrad. Tuy nhiên, sau khi từ bỏ boongke mùa đông của họ, Tập đoàn quân số 62 của Liên Xô đã tiêu diệt Sư đoàn bộ binh số 94 trên mặt đất; tàn quân của sư đoàn này được sáp nhập vào các Sư đoàn thiết giáp số 16 và 24. Mặc dù vậy, Bộ Chỉ huy quân Đức vẫn tin tưởng rằng Quân đội Đức Quốc xã đang bị bao vây sẽ phá vỡ được vòng vây. Từ ngày 23 đến 24 tháng 11, Hitler quyết định giữ vững vị trí và cố gắng tái tiếp tế Tập đoàn quân số 6 bằng một cầu hàng không, lấy sân bay dã chiến tại làng Gumrak làm căn cứ chính và 4 sân bay dự bị khác. Đội quân bị vây tại Stalingrad cần ít nhất 680 tấn quân nhu mỗi ngày, một nhiệm vụ mà nếu huy động toàn lực Không quân Đức (Luftwaffe) cũng không đủ điều kiện để thực hiện. Thêm vào đó, Không quân Liên Xô vừa phục hồi với nhiều máy bay tiêm kích Yak-1, Yak-9 và IL-2 đã trở thành một mối đe dọa cho máy bay Đức cố gắng bay vào vòng vây. Cho dù đến tháng 12, Không quân Đức đã tập hợp được một phi đội khoảng 500 máy bay nhưng như thế vẫn còn chưa đủ để tiếp tế cho nhu cầu của Tập đoàn quân số 6 và các bộ phận của Tập đoàn xe tăng 4. Trong suốt nửa đầu tháng 12, Tập đoàn quân số 6 chỉ nhận được dưới 20% so với nhu cầu hằng ngày của họ.
Cùng lúc ấy, Quân đội Liên Xô củng cố lại vòng vây bên ngoài và bắt đầu các trận chiến nhằm tiêu diệt các đơn vị quân Đức đang bị bao vây bên trong. Đến ngày 24 tháng 11, trận tuyến tại Stalingrad đã kéo dài đến trên 450 km nhưng quân đội Liên Xô chỉ kiểm soát được không quá 265 km. Khoảng cách tối thiểu giữa vòng vây bên trong và vòng vây bên ngoài có chỗ chỉ từ 15 đến 20 km. Bộ chỉ huy tối cao Liên Xô cũng bắt đầu hoạch định Chiến dịch Sao Thổ, nhằm cô lập toàn bộ Cụm tập đoàn quân A (Đức) tại Bắc Kavkaz và Kuban. Việc bao vây một cánh quân khổng lồ của quân đội Đức đã làm cho quân đội Liên Xô lúng túng trong việc tiêu diệt cụm quân này. Họ dự kiến tấn công các đơn vị quân Đức vào phía đông và phía nam, nhằm chia các đơn vị quân Đức thành những nhóm nhỏ hơn. Các mệnh lệnh này có hiệu lực vào ngày 24 tháng 11 và được thi hành mà không cần tập hợp binh lực hay các cuộc chuyển quân lớn của các lực lượng dự bị. Tuy nhiên, các cuộc tiến công của quân đội Liên Xô trong hạ tuần tháng 11 và nửa đầu tháng 12 năm 1942 đã không thu được kết quả. Nguyên nhân chính là do các cơ quan tình báo Liên Xô đã không xác định đúng quân số phe Trục bị vây; họ cho rằng quân số bị vây không quá 85.000 đến 95.000 người. Thế nhưng ngoài 17 sư đoàn của Tập đoàn quân 6 và 5 sư đoàn của Tập đoàn quân xe tăng 4, còn có nhiều đơn bị binh chủng chuyên môn kỹ thuật và trợ chiến khác cùng tàn binh của quân Romania, quân Croatia, quân Ý cũng bị "dốc" vào "cái chảo". Ngoài ra, sự thiếu phối hợp giữa Phương diện quân Sông Đông và Phương diện quân Stalingrad cũng ảnh hưởng đến hiệu quả chiến đấu của quân đội Liên Xô. Hơn nữa, thượng tuần tháng 12 năm 1942, Hitler đã quyết định thành lập Cụm tập đoàn quân Sông Đông do thống chế Erich von Manstein chỉ huy với mục tiêu giải vây cho các lực lượng Đức và đồng minh đang bị vây. Điều này buộc quân đội Liên Xô phải tạm hoãn chiến dịch "Cái vòng" để tiến hành chiến dịch "Sao Thổ nhỏ" nhằm đánh bại cuộc hành quân mở vây của Cụm tập đoàn quân Sông Đông.

### Ảnh hưởng
Quân Đức trong khu vực càng bị phân hóa hơn nữa khi Tướng Đức Erich von Manstein được giao quyền chỉ huy Cụm tập đoàn quân Sông Đông mới thành lập, bao gồm Tập đoàn quân 6 và Tập đoàn quân xe tăng 4 của Đức đang ở trong vòng vây, Tập đoàn quân 8 Ý, các tập đoàn quân 3 và 4 của Romania (mới phục hồi). Ngoài ra, Cụm tác chiến Hollidt (Armee-Gruppe Hollidt) với nòng cốt là Tập đoàn quân 17 và Cụm quân Hoth (Armeegruppe Hoth) với nòng cốt là các sư đoàn còn lại của Tập đoàn quân xe tăng 4 cũng đặc đặt trực thuộc Cụm tập đoàn quân Sông Đông. Tranh thủ những khoảnh khắc yên tĩnh tương đối ngắn được thiết lập cuối Chiến dịch Sao Thiên Vương khi quân Đức đang chuẩn bị cuộc tấn công "Bão mùa Đông" để giải vây cho quân Đức tại Stalingrad, còn quân đội Liên Xô thì chuẩn bị Chiến dịch "Sao Thổ nhỏ" để đẩy lùi cuộc phá vây của quân Đức từ bên ngoài và Chiến dịch "Cái vòng" để tiêu diệt cụm quân Đức trong vây; quân Đức tăng cường tiếp tế cho cụm quân Paulus và chuyển một số sư đoàn từ Tây Âu sang để tăng cường cho Cụm tập đoàn quân Sông Đông.
Trong thời gian chuẩn bị và diễn ra chiến dịch "Sao Thiên Vương", những mâu thuẫn cũng nổi lên trong Bộ Tổng chỉ huy quân đội Đức. Do không tin tưởng thống chế Wilhelm List chưa thể chiếm được Kavkaz, Hitler tự mình nắm quyền chỉ huy Cụm tập đoàn quân A và áp đặt ảnh hưởng của mình đối với Tập đoàn quân 6. Để buộc quân Romania phải đánh tốt hơn, Bộ Tổng tham mưu lục quân Đức nảy ra ý tưởng dùng Ion Antonescu chỉ huy Cụm tập đoàn quân Sông Đông nhưng ý tưởng này đã bị các tướng lĩnh Đức cực lực phản đối. Họ không muốn chia sẻ quyền lực trên chiến trường cho bất kỳ ai, dù chỉ là trên danh nghĩa.
Dù sao thì việc hơn một tập đoàn quân với binh lực rất lớn bị vây tại Stalingrad đã làm cho quân đội Đức phải tiếp tục ném vào đây những lực lượng dự bị được đưa đến từ Tây Âu và nước Đức trong khi không thể rút thêm được một đơn vị nào tại các khu vực khác trên chiến trường Xô-Đức. Mặt khác, việc quân đội Liên Xô giành lại quyền chủ động ở Stalingrad còn tạo ra mối đe dọa cô lập Cụm tập đoàn quân A (Đức) ở Bắc Kavkaz và Kuban. Không ai có thể đoán trước được điều gì sẽ xảy ra nếu quân đội Liên Xô tiến công về hướng Rostov. Mặc dù đã ở vào tình thế tiến thoái lưỡng nan nhưng Hitler vẫn cho rằng với tài cầm quân của mình, ông ta sẽ giải vây được cho tập đoàn quân 6 và khôi phục lại tình hình ở khúc cong lớn của sông Đông như trước tháng 11 năm 1942.